# Economia do Ohio
A economia de Ohio nominalmente seria a 21ª maior economia global, atrás da Arábia Saudita e à frente da Argentina de acordo com as estimativas de 2017 do PIB do Fundo Monetário Internacional. De acordo com o Bureau of Economic Analysis, no terceiro trimestre de 2017, o estado teve um PIB de US$ 656,19 mil milhões, ante US$ 517,1 mil milhões em 2012, e acima dos US$ 501,3 mil milhões em 2011. Em 2013, de acordo com a base de dados de atividades de negócios, Ohio foi classificado entre os dez primeiros estados para o melhor clima de negócios pela revista Site Selection. Na premiação da revista da Governor's Cup 2013, o estado foi derrotado apenas pelo Texas e Nebraska, com base no crescimento dos negócios e no desenvolvimento econômico. Um novo relatório da Quantitative Economics and Statistics Practices (QUEST) da Ernst & Young, em conjunto com o Conselho de Tributação Estadual (COST), classifica Ohio como o terceiro do país em ambiente fiscal mais amigável. O estudo, "Competitividade dos impostos estaduais e locais sobre novos investimentos", fornece uma comparação estado a estado das obrigações fiscais. Os cinco principais estados classificados com a menor taxa de imposto efetiva sobre novos investimentos são: (1) Maine (3,0%); (2) Oregon (3,8%); (3) Ohio (4,4%); (4) Wisconsin (4,5%); e (5) Illinois (4,6%).
Um novo relatório da Quantitative Economics and Statistics Practices (QUEST) da Ernst & Young em conjunto com o Conselho de Tributação Estadual (COST), classifica Ohio em terceiro lugar no país em ambiente fiscal mais amigável. O estudo, intitulado "Competitividade dos impostos estaduais e locais das empresas sobre novos investimentos", fornece uma comparação estado a estado das obrigações fiscais. Os 5 principais estados classificados com a menor taxa de imposto efetiva sobre novos investimentos são: (1) Maine (3,0%), (2) Oregon (3,8%), (3) Ohio (4,4%), (4) Wisconsin (4,5% ) e (5) Illinois (4,6%). Em 2013, Ohio foi classificado no Top 10 entre os estados com melhor clima de negócios pela revista Site Selection, com base em um banco de dados de atividades de negócios. O estado foi derrotado por Texas e Nebraska na premiação da revista Governor's Cup 2013, com base no crescimento dos negócios e no desenvolvimento econômico. Ohio foi classificado em 11º pelo conselho para os melhores estados de política amigável, de acordo com o Small Business Survival Index 2009. O Guia da Diretoria da Diretoria classificou o estado em 13º lugar no geral para melhor clima de negócios e em 7º para melhor clima de litígio. A Forbes classificou-a em 8º lugar como o melhor ambiente regulatório em 2009. Ohio também foi classificado em 8º pelo US News and World Report em 2008 como as melhores escolas de ensino médio. No geral, as escolas do estado foram classificadas em 5º lugar no país em 2010. No entanto, em 2016, as classificações do ensino médio do estado caíram para a 11ª posição, de acordo com o US News and World Report, e a 22ª posição geral em qualidade pela Education Week em 2017. O ano que terminou em julho de 2011 viu o estado ser classificado em quarto lugar no país em criação de empregos, atrás do Texas, Califórnia e Nova York. Em 2016, o estado não estava classificado entre os 10 primeiros para o crescimento do emprego, e entre 2015 e 2016, o estado viu uma redução na criação de empregos de 38.800. Desde fevereiro de 2010, o estado estava 2,5% abaixo da média nacional.
Depois da Califórnia e do Texas, Ohio é o terceiro maior estado manufatureiro dos EUA, com uma produção total em 2017 se aproximando de US$ 108 mil milhões. Sewde de mais de 12.000 fabricantes, 12,6% da força de trabalho de Ohio é dedicada à manufatura.
Ohio é considerado um centro de ciência e indústria, com museus dedicados a eles em Columbus, COSI, o Great Lakes Science Center em Cleveland, a Imagination Station em Toledo e o Boonshoft Museum of Discovery em Dayton. O estado inclui muitos setores historicamente fortes, como bancos e seguros, que respondem por 8% do produto bruto do estado, fabricação de veículos motorizados, pesquisa e desenvolvimento e produção de aço, respondendo por 14-17% da produção bruta do país. As indústrias mais tradicionais incluem a agricultura, empregando um em cada sete habitantes de Ohio, e os setores novos e em desenvolvimento incluem as indústrias de biociência, verde, informação e processamento de alimentos. Ohio é o maior fabricante de plásticos e borracha do país, tem o maior setor de biociências no meio-oeste e ficou em quarto lugar no país em crescimento econômico verde até 2007.
O estado é reconhecido internacionalmente como o "Corredor de células de combustível", enquanto Toledo é reconhecido como um centro solar nacional, Cleveland um centro de pesquisa de medicina regenerativa, Dayton um centro aeroespacial e de defesa, Akron a capital mundial da borracha, Colombo um centro de pesquisa e desenvolvimento tecnológico  e Cincinnati um centro mercantil.
O Walmart é o maior empregador do setor privado em Ohio, com aproximadamente 50.500 funcionários em 2017. O maior empregador de Ohio com sede em Ohio é a Cleveland Clinic, com aproximadamente 49.050 funcionários e sede em Cleveland. O maior empregador em um único local em Ohio é a Base Aérea de Wright-Patterson em Dayton. 70% dos funcionários da fabricação de ferroligas eletrometalúrgicas do país estão localizados em Ohio.

## Visão geral

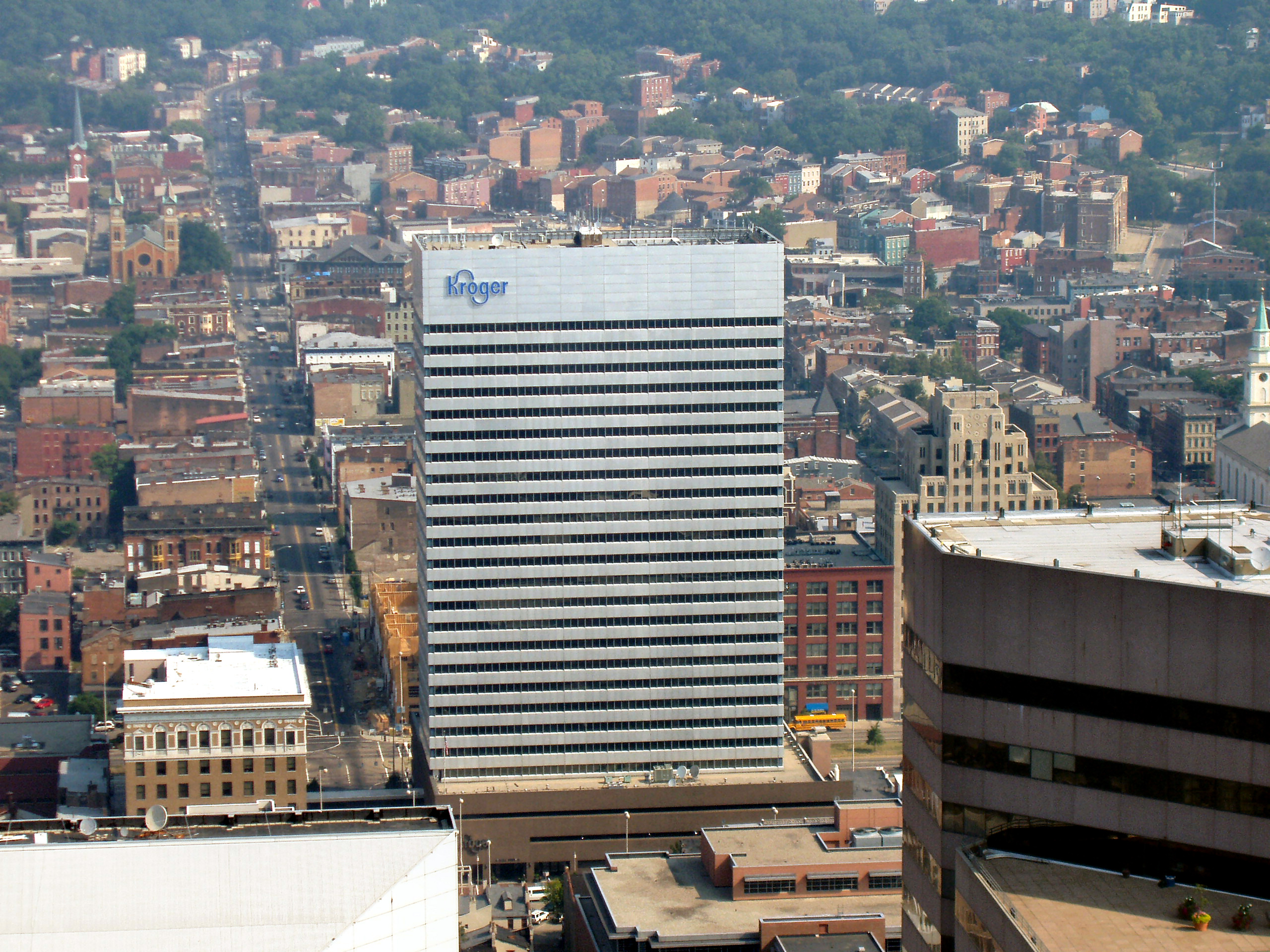
A Kroger, empresa de supermercados com sede em Cincinnati, é a maior empregadora das empresas com sede no estado

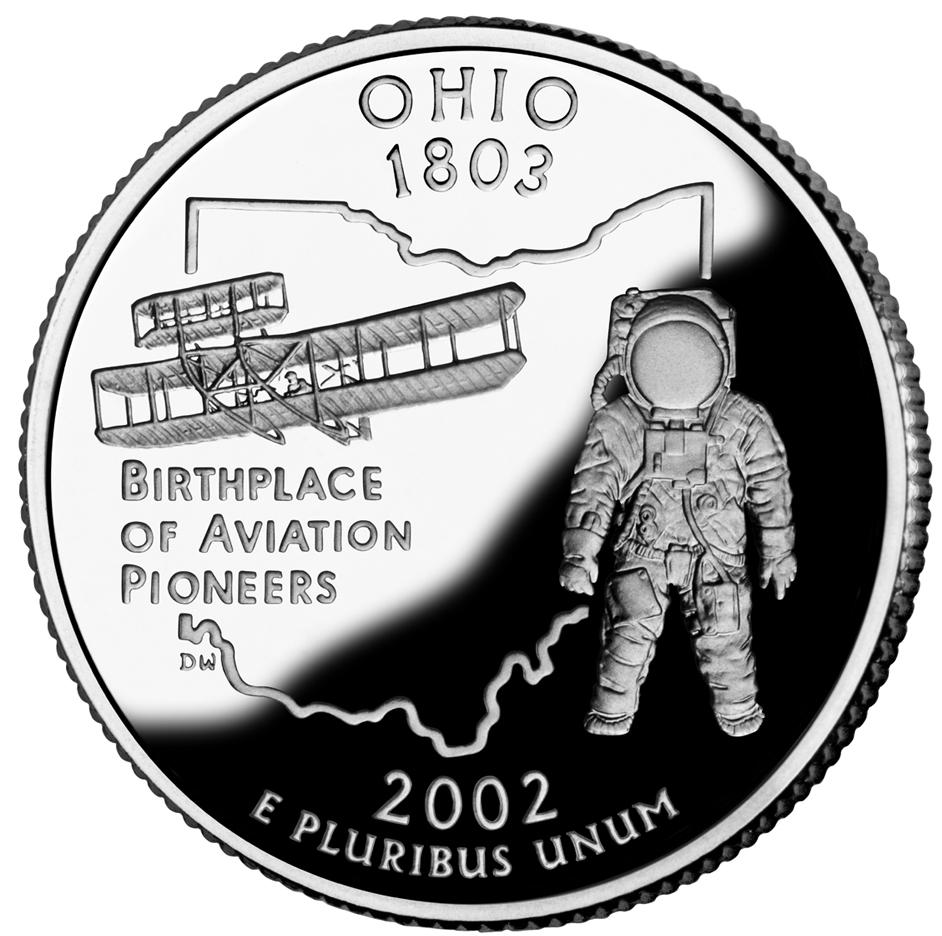
O bairro do estado de Ohio reivindica o "berço dos pioneiros da aviação", no qual a indústria aeroespacial e de defesa de Ohio ainda é economicamente forte

A economia do Ohio nominalmente seria a 25ª maior economia global atrás da Suécia e à frente da Nigéria de acordo com as projeções do Banco Mundial de 2013, e a 24ª maior economia global atrás da Suécia e à frente da Noruega de acordo com as projeções do Fundo Monetário Internacional de 2013. De acordo com o Bureau of Economic Analysis, o estado tinha um PIB projetado de $ 526,1 mil milhões em 2013, acima dos $ 517,1 mil milhões em 2012 e acima dos $ 501,3 mil milhões em 2011.
Um novo relatório da Quantitative Economics and Statistics Practices (QUEST) da Ernst & Young em conjunto com o Conselho de Tributação Estadual (COST), classifica Ohio em terceiro lugar no país em ambiente fiscal mais amigável. O estudo, intitulado "Competitividade dos impostos estaduais e locais das empresas sobre novos investimentos", fornece uma comparação estado a estado das obrigações fiscais. Os 5 principais estados classificados com a menor taxa de imposto efetiva sobre novos investimentos são: (1) Maine (3,0%), (2) Oregon (3,8%), (3) Ohio (4,4%), (4) Wisconsin (4,5% ) e (5) Illinois (4,6%). Em 2013, Ohio foi classificado no Top 10 entre os estados com melhor clima de negócios pela revista Site Selection, com base em um banco de dados de atividades de negócios. O estado foi derrotado por Texas e Nebraska na premiação da Governor's Cup 2013 da revista, com base no crescimento dos negócios e no desenvolvimento econômico. Ohio foi classificado em 11º pelo conselho para os melhores estados de política amigável, de acordo com o Small Business Survival Index 2009. O Guia da Diretoria da Diretoria classificou o estado em 13º lugar no geral para melhor clima de negócios e em 7º para melhor clima de litígio. A Forbes classificou-a em 8º lugar como o melhor ambiente regulatório em 2009. Ohio também foi classificado em 8º pelo US News and World Report em 2008 como as melhores escolas de ensino médio. No geral, as escolas do estado foram classificadas em 5º lugar no país em 2010. No entanto, em 2016, as classificações do ensino médio do estado caíram para a 11ª posição, de acordo com o US News and World Report, e a 22ª posição geral em qualidade pela Education Week em 2017. O ano que terminou em julho de 2011 viu o estado ser classificado em quarto lugar no país em criação de empregos, atrás do Texas, Califórnia e Nova Iorque. Em 2016, o estado não estava classificado entre os 10 primeiros para o crescimento do emprego, e entre 2015 e 2016, o estado viu uma redução na criação de empregos de 38.800. Desde fevereiro de 2010, o estado estava 2,5% abaixo da média nacional.

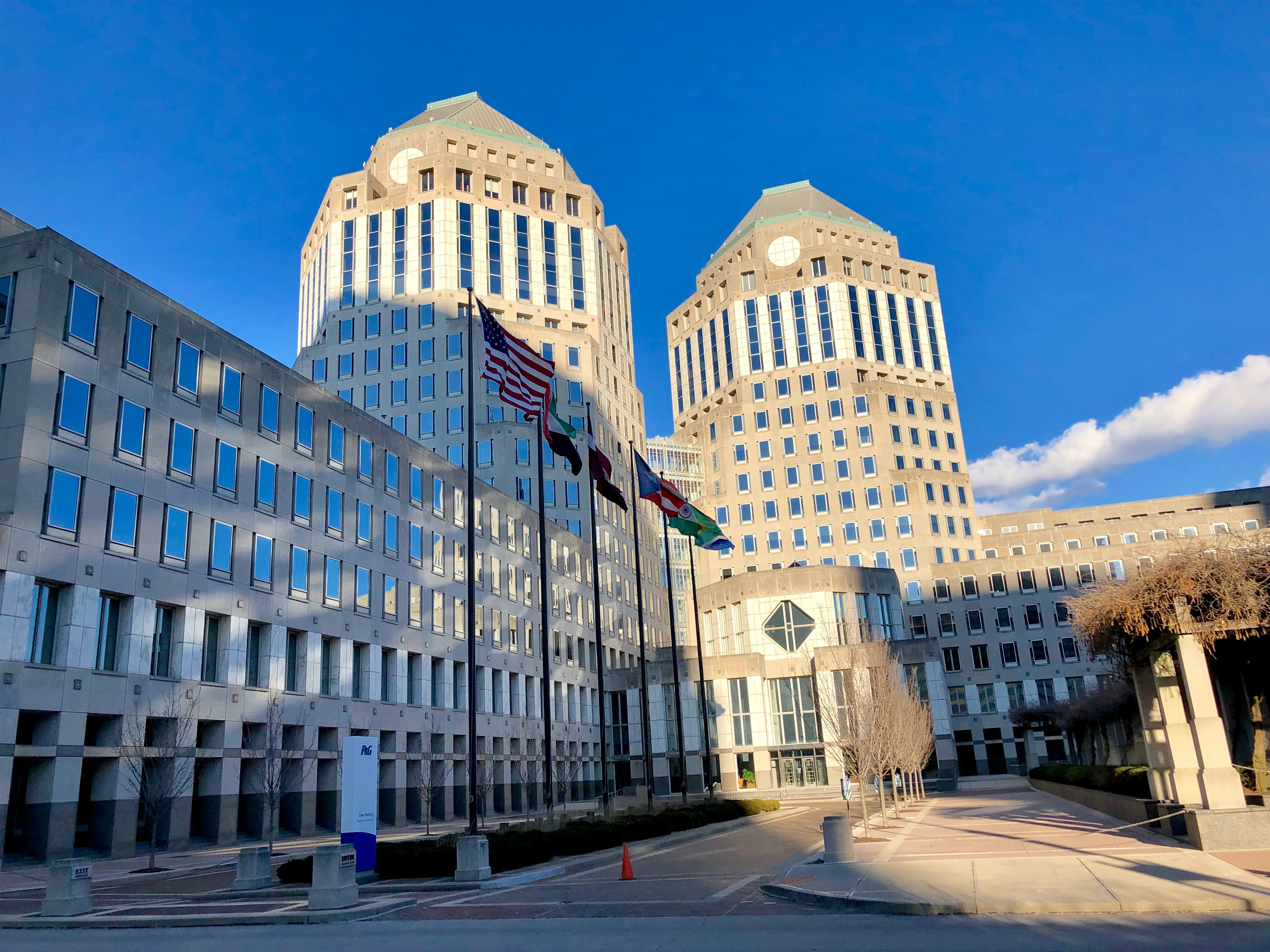
Sede da Procter & Gamble em Cincinnati

O setor privado de Ohio consiste em 921.000 empregadores, que contratam pelo menos 50,4% da força de trabalho privada não agrícola do estado. O estado tem um setor de tecnologia em desenvolvimento e é a sede de mais de 28.000 empregadores que empregam cerca de 820.000 pessoas; sua taxa de operações de tecnologia é 14% superior à média dos Estados Unidos. Entre 2006 e 2014, o emprego em Ohio deverá crescer 290.700 empregos, ou aproximadamente 5,0%. A renda pessoal cresceu em média 3,1% em 2008. Cerca de 659.900 pessoas trabalham no setor de manufatura do estado. Os principais empregadores de manufatura no estado incluem AK Steel, Timken e Honda. Em 2007, as empresas com sede no exterior empregavam 229.500 cidadãos de Ohio, liderados pelo Japão, Reino Unido, Alemanha, França e Suíça.
As exportações de Ohio constituíram 3,2% do total das exportações dos EUA em 2009, com os principais destinos sendo o Canadá, com US$ 14,2 mil milhões, seguido por México, China, Reino Unido, Grécia, Brasil, Japão, Alemanha, França e Austrália. Em 2009, o estado foi classificado como o sétimo maior exportador do país, com US$ 34,1 mil milhões. Cerca de 092 empresas exportaram em 2009, com equipamentos de transporte respondendo por US$ 9,9 mil milhões, máquinas por US$ 4,9 mil milhões, produtos químicos por US$ 4,4 mil milhões e produtos de informática e eletrônicos por US$ 2,4 mil milhões.
Desde 2020 Ohio era classificado No. 5 na nação para companhias Fortune 500 com 27, incluindo Cardinal Health (#16), Marathon Petroleum (#22), Kroger (#23), Procter & Gamble (#50), Nationwide Insurance (#74), Progressive Insurance (#86), Sherwin-Williams (#180), Goodyear Tire and Rubber (#216), L Brands (#248), Fifth Third Bank (#325), Dana (#367) and Owens Corning (#431 ).

## Grandes empregadores
A seguir está uma lista dos dez principais empregadores com sede em Ohio
| Classificação | Empregador                                       | Número de funcionários em Ohio | Localização da Sede |
| ------------- | ------------------------------------------------ | ------------------------------ | ------------------- |
| 1             | Cleveland Clinic Health System                   | 50.825                         | Cleveland           |
| 2             | Kroger                                           | 45.340                         | Cincinnati          |
| 3             | The Ohio State University                        | 34.470                         | Colombo             |
| 4             | Mercy Health Partners                            | 31.500                         | Cincinnati          |
| 5             | Base da Força Aérea de Wright Patterson          | 28.000                         | Dayton              |
| 6             | Sistema de saúde de hospitais universitários     | 28.000                         | Cleveland           |
| 7             | OhioHealth                                       | 26.600                         | Colombo             |
| 8             | ProMedica                                        | 22.500                         | Toledo              |
| 9             | Centro Médico do Hospital Infantil de Cincinnati | 15.660                         | Cincinnati          |
| 10            | Empresa nacional de seguros mútuos               | 14.000                         | Colombo             |

A seguir está uma lista dos principais empregadores de Ohio, sem sede em Ohio, desde Maio de 2019.
| Classificação | Empregador               | Número de funcionários em Ohio | Localização da Sede            |
| ------------- | ------------------------ | ------------------------------ | ------------------------------ |
| 1             | Wal-Mart                 | 49.330                         | Bentonville, Arkansas          |
| 2             | JPMorgan Chase           | 21.000                         | Nova Iorque, Nova Iorque       |
| 3             | Águia gigante            | 19.000                         | Pittsburgh, Pensilvânia        |
| 4             | Honda Motor Company      | 15.000                         | Tóquio, Japão                  |
| 5             | Golden Gate Capital      | 14.500                         | São Francisco, Califórnia      |
| 6             | United Parcel Service    | 14.425                         | Atlanta, Geórgia               |
| 7             | Lowe's Companies         | 13.400                         | Mooresville, Carolina do Norte |
| 8             | The Home Depot           | 12.350                         | Atlanta, Geórgia               |
| 9             | General Electric Company | 12.000                         | Boston, Massachusetts          |
| 10            | Berkshire Hathaway       | 11.800                         | Omaha, Nebraska                |

## Indústrias

### Aeroespacial e defesa
Dayton é designado como o centro aeroespacial do estado devido à sua alta concentração de tecnologia aeroespacial e de aviação. Em 2009, o governador Ted Strickland designou Dayton como o centro de inovação aeroespacial de Ohio, o primeiro centro de tecnologia desse tipo no estado. A fabricação de motores de aeronaves é responsável por quase 75% da força de trabalho da indústria aeroespacial e de defesa de Ohio.

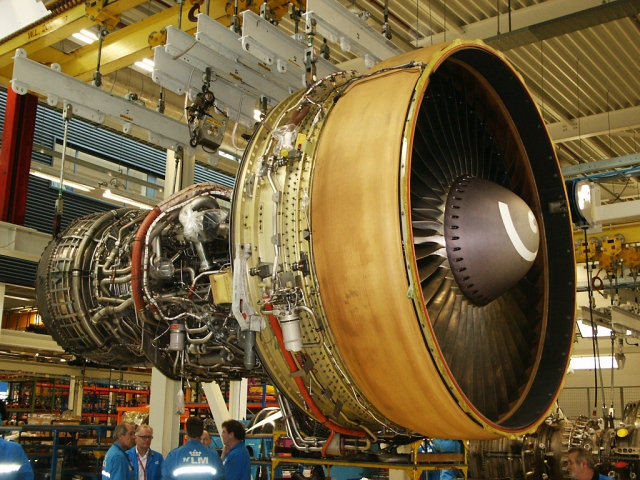
A GE Aviation, com sede em Evendale, é um grande fabricante de motores de aeronaves. Em 2010, EPISCENTER, um novo centro de P&D da corporação localizado em Dayton, foi anunciado pelo programa Third Frontier. A fabricação de motores de aeronaves é responsável por quase 75% da força de trabalho da indústria aeroespacial e de defesa de Ohio

A indústria aeroespacial e de defesa emprega 16.000 habitantes de Ohio. O emprego tem aumentado após 2003, apesar de uma redução geral no emprego desde o pico da indústria com 37.000 empregados em 1990. Em 2005, Ohio ocupou o quinto lugar entre os estados dos EUA na produção de produtos e peças aeroespaciais e o oitavo em número de trabalhadores da indústria aeroespacial. Recentemente  os funcionários dos estados ocuparam o primeiro lugar em valor produzido por trabalhador. Os trabalhadores de Ohio na indústria aeroespacial ganhavam um salário médio anual de $ 75.765 em 2005, em comparação com $ 48.208 para os trabalhadores do setor manufatureiro em geral. Quase 75% dos funcionários aeroespaciais e de defesa do estado trabalham no subsetor de fabricação de motores de aeronaves; apenas Connecticut tem maior força de trabalho em motores de aeronaves.

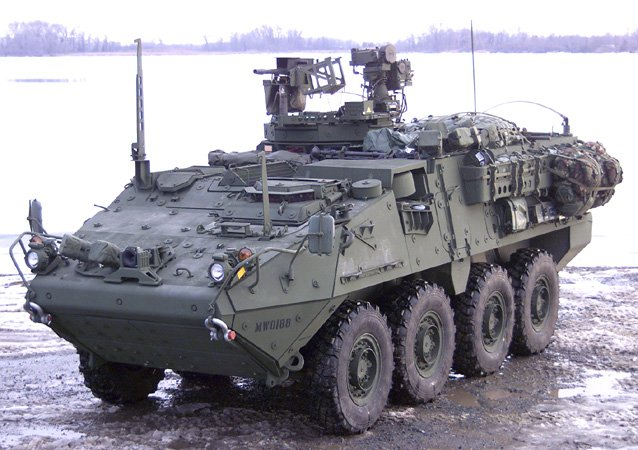
Os sistemas de armas são integrados ao Veículo de Apoio a Incêndio M1131, ou Stryker FSV, no Joint Systems Manufacturing Center em Lima

As notáveis empresas aeroespaciais e de defesa em Ohio incluem GE Aviation, Timken, Goodrich Corporation, GE Honda Aero Engines, CFM International e Aircraft Braking Systems. A CIRCOR Aerospace, Inc., com sede na França, que desenvolve sistemas para controle de fluidos aeroespacial, possui uma unidade comercial localizada no estado. O Centro Aeroespacial e de Tecnologia Central de Ohio da Boeing em Heath é um empreendimento entre cinco dos 10 maiores empreiteiros de defesa dos EUA, incluindo Atlantic Inertial Systems, Honeywell, Kearfott, Northrop Grumman, L-3 Communications e Raytheon, que também é a sede da Escritório do Programa de Metrologia e Calibração da Força Aérea. A localização da RTI International Metals em Niles produz titânio usado em todas as aeronaves Airbus baseadas na França. A RTI foi originalmente sediada em Niles antes de se mudar para Pittsburgh no século XXI, enquanto a Airbus investiu US$ 4,3 mil milhões no estado. O Centro de Pesquisa e Desenvolvimento de Titânio da Makino está localizado em Mason. A Nextant Aerospace possui instalações de fabricação no Aeroporto de Cuyahoga County.

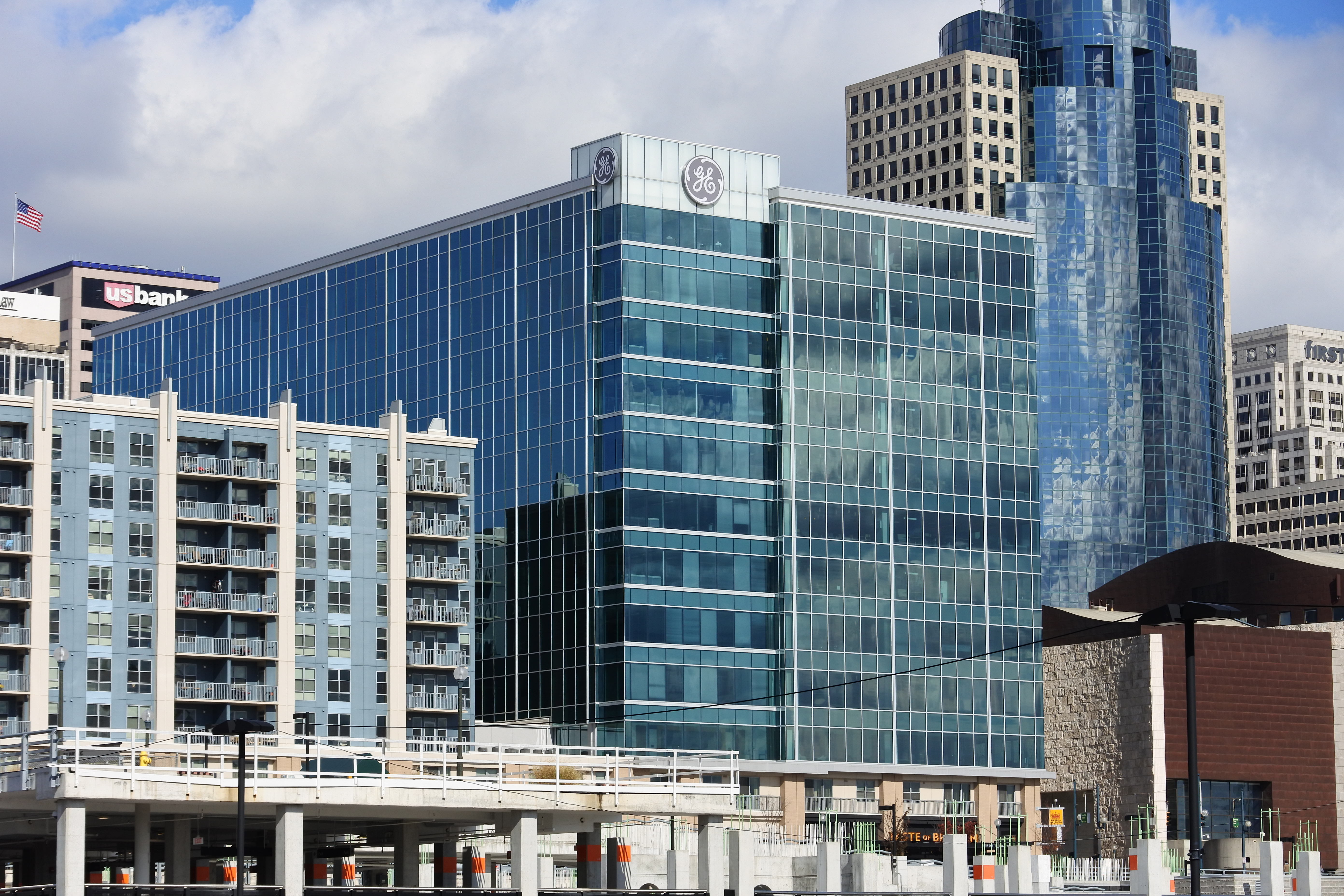
O Centro de Operações Globais da General Electric está sediada no centro de Cincinnati

Os sistemas de defesa desempenham um papel menor na indústria. As corporações de Ohio receberam cerca de US$ 5,5 mil milhões em aquisições do Departamento de Defesa dos Estados Unidos. Contratantes de defesa notáveis incluem Goodyear Tire and Rubber Company em Akron, Lockheed Martin em Akron, que ganhou um contrato para desenvolver uma nave espacial em 2003 e produz o míssil ASROC de lançamento vertical, e Armor Holdings Aerospace and Defense Group em Fairfield. A BAE Systems, sediada no Reino Unido, possui uma grande instalação em West Chester, produzindo veículos blindados, kits de blindagem e vidro balístico.
O Joint Systems Manufacturing Center em Lima, em cooperação com a General Dynamics, monta veículos blindados de combate, incluindo o Expeditionary Fighting Vehicle e o tanque M1A2 Abrams. A Zyvex Performance Materials, sediada em Columbus, desenvolve o Piranha Unmanned Surface Vessel. A Gravitational Energy Corporation, localizada em Cuyahoga Falls, prolifera as máquinas Gravity Assisted Power (GAP) em cooperação com a DriPowder, LLC para os militares.
O Departamento de Defesa dos Estados Unidos atualmente mantém um grande Centro de Abastecimento em Whitehall, um subúrbio de Columbus.
A Base da Força Aérea Wright-Patterson, localizada em Dayton, e parcialmente nomeada em homenagem aos irmãos Wright de Ohio, que foram creditados com a invenção do avião, emprega 27.400 residentes. A Força Aérea estima que o impacto econômico anual de Wright-Patterson na região de Dayton é de US$ 5,1 mil milhões.

### Biociências

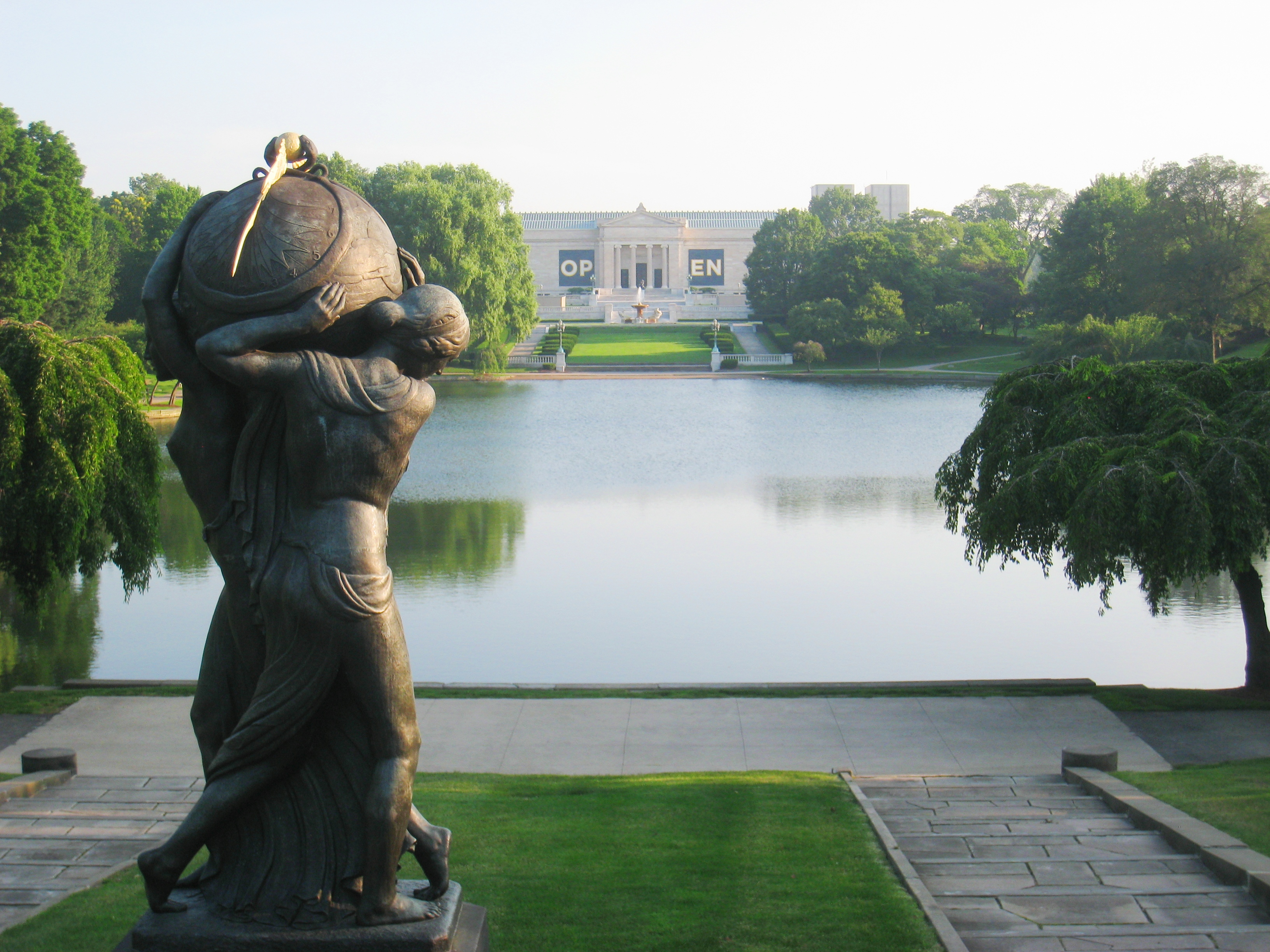
Wade Lagoon em University Circle, lar do Case Medical Center e da vizinha Cleveland Clinic, que está programada para iniciar os ensaios clínicos em humanos de sua vacina contra o câncer de mama em 2011. A Philips Healthcare, sediada na Holanda, está construindo atualmente um centro de pesquisa e desenvolvimento de imagens médicas no bairro, conhecido como Cleveland Health-Tech Corridor.

Em 2008, Ohio foi classificado como No. 1 no Meio-Oeste e 4 no país em força da indústria de biotecnologia pela revista Business Facilities. Em 2008, havia mais de 1.100 empresas relacionadas à biotecnologia operando no estado, empregando 1,4 milhão de residentes em geral em áreas relacionadas diretas ou indiretas, incluindo saúde, com US$ 2,5 mil milhões em investimentos em 2007. Ohio tinha três cidades-regiões nos 30 principais locais de biotecnologia do país, com Cleveland-Akron classificada em 20º, Columbus em 22º e Cincinnati em 28º.
O impacto econômico geral da indústria de biociências em Ohio, incluindo saúde, totalizou US$ 148,2 mil milhões em 2007, representando 15,7% da produção econômica de Ohio. Metade da indústria de biotecnologia está localizada no nordeste de Ohio, com 574 empresas, enquanto o centro e o sul de Ohio abrigam cerca de 200 cada. 635 empresas são certificadas pela FDA para fabricar dispositivos médicos. Pesquisa e desenvolvimento de biotecnologia empregam diretamente 12.415 residentes, enquanto a biociência agrícola contribuiu com o maior impacto econômico, com US$ 10,7 mil milhões. Os fabricantes de dispositivos médicos empregam 9.757 residentes.

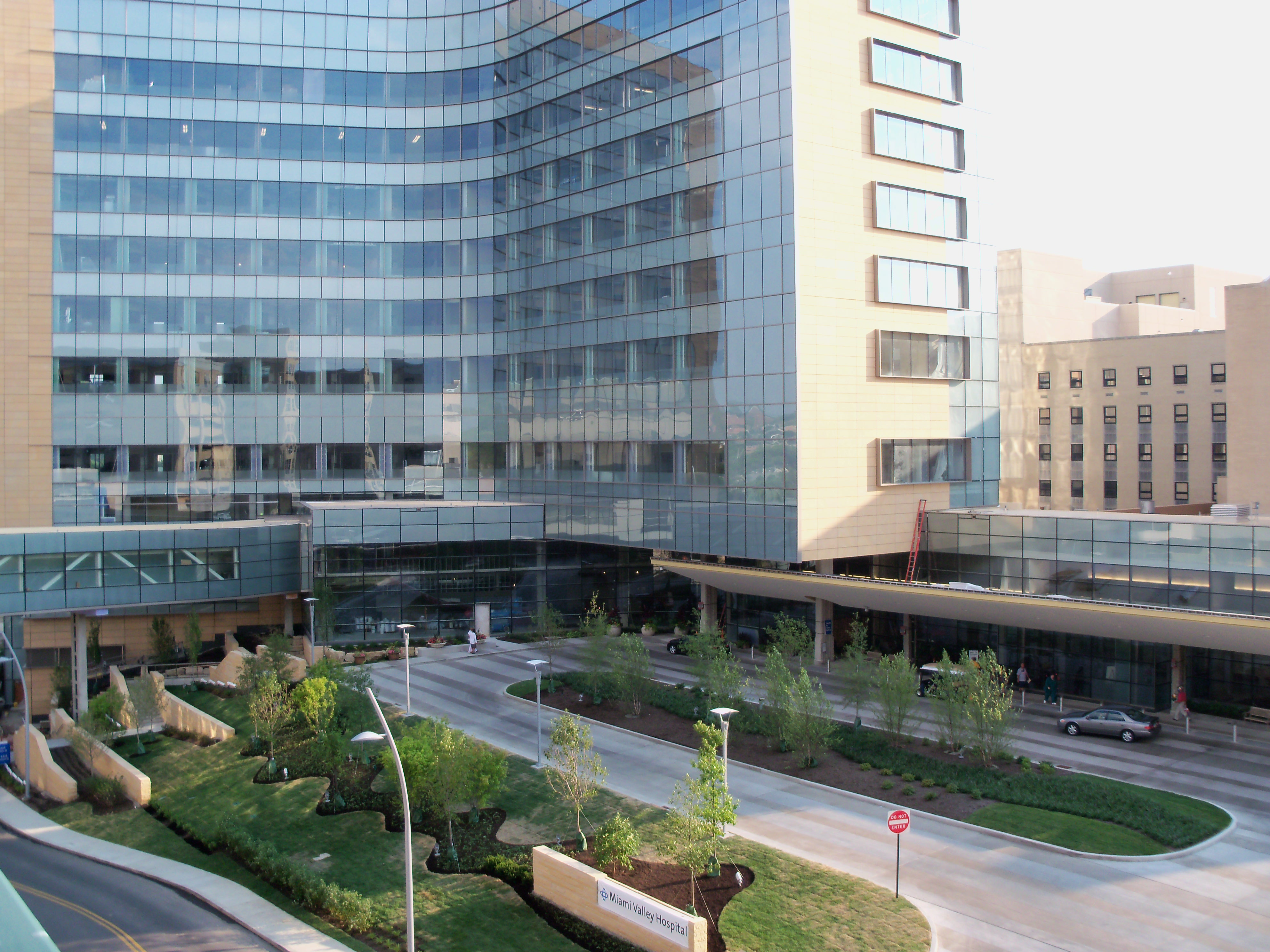
O Miami Valley Hospital é classificado como um dos melhores hospitais do país com classificações do US News and World Report, Forbes e HealthGrades.

Os principais empregadores de hospitais incluem o Cleveland Clinic Health System com 41.400 funcionários, Catholic Healthcare Partners em Cincinnati com 28.200, University Hospitals of Cleveland com 21.800, OhioHealth em Columbus com 15.300, ProMedica em Toledo com 14.500 e Premier Health Partners em Dayton com 14.000. Welltower, uma empresa S&P 500 com sede em Toledo, é uma grande empresa imobiliária de saúde.
Em 2011, Dayton foi classificada como a 3ª cidade nos Estados Unidos por "excelência em saúde". A classificação é da lista da HealthGrade das 50 melhores cidades para atendimento hospitalar da América. Outras cidades de Ohio listadas incluem Cincinnati em # 6 e Cleveland em # 16. Também em 2011, as cidades de Cincinnati e Dayton foram classificadas como nº 1 e nº 4 do país em atendimento de emergência. Então, em 2013, HealthGrades classificou a região de Dayton número um do país para a menor taxa de mortalidade hospitalar.
As instalações médicas de Ohio incluem a Cleveland Clinic, que possui escritórios em todo o mundo. Em 2009, o US News and World Report classificou a clínica como o quarto melhor hospital do país e o centro cardíaco nº 1 do país pelo 15º ano consecutivo. O Ohio State University Medical Center foi classificado em 21º lugar. No geral, a revista classificou 16 hospitais de Ohio entre os melhores hospitais do país, colocando o estado em 3º lugar no país no total. O Cincinnati Children's Hospital Medical Center classificou-se em 6º lugar no país em hospitais pediátricos e, no geral, quatro hospitais infantis em Ohio foram classificados entre os melhores.
Além do US News and World Report, em 2010, HealthGrades classificou nove hospitais de Ohio entre os 50 melhores nos Estados Unidos e 27 dos hospitais de Ohio como Hospitais Distintos por Excelência Clínica, com a maioria desses hospitais em Cleveland e Dayton áreas. Eles também classificaram 37 hospitais de Ohio em 5% do país para serviço de atendimento de emergência.
A revista Child classificou o Cincinnati Children's em 4º lugar, o Hospital Infantil Nationwide em Columbus em 6º, incluindo o 1º em atendimento de emergência, e o Hospital Rainbow Babies &amp; Children's em Cleveland em 9º.  University Hospitals Case Medical Center em Cleveland foi nomeado um dos 15 principais hospitais de ensino, enquanto o Riverside Methodist Hospital em Columbus e o Hillcrest Hospital em Mayfield Heights foram classificados entre os 16 primeiros em hospitais universitários menores. Southwest General Health Center em Middleburg Heights foi classificado entre os 15 primeiros para hospitais comunitários de grande porte, e Mercy Hospital Clermont em Batavia Union Hospital em Dover Sycamore Medical Center em Miamisburg e Wooster Community Hospital em Wooster classificado entre os 16 primeiros para hospitais comunitários de médio porte.
Em 2009, a Thomson-Reuters nomeou o Kettering Medical Center em Kettering, o Ohio State University Medical Center em Columbus, o Good Samaritan Hospital em Cincinnati e o Grandview Medical Center em Dayton entre os 30 principais hospitais universitários com programas cardiovasculares.

#### Farmácias
Ohio é o lar de cadeias de farmácias, incluindo a Discount Drug Mart em Medina, e anteriormente a Phar-Mor, que tinha sede em Youngstown, e Revco, que tinha sede em Twinsburg.

### Educação
As faculdades de medicina de Ohio são as sextas do país em termos de impacto econômico, resultando em 425.000 cargos diretos ou indiretos e US$ 37,2 mil milhões.
O Sistema Universitário de Ohio é o maior sistema público abrangente de ensino superior do país. As universidades membros incluem a University of Cincinnati, que tem um impacto econômico anual de $3 + mil milhões e é o maior empregador em Cincinnati, a Kent State University, que contribui com um impacto econômico de $ 1,9 mil milhões no nordeste de Ohio, e a University of Toledo, que contribui com um impacto econômico de US$ 1,1 bilhão no noroeste de Ohio.

### Agricultura

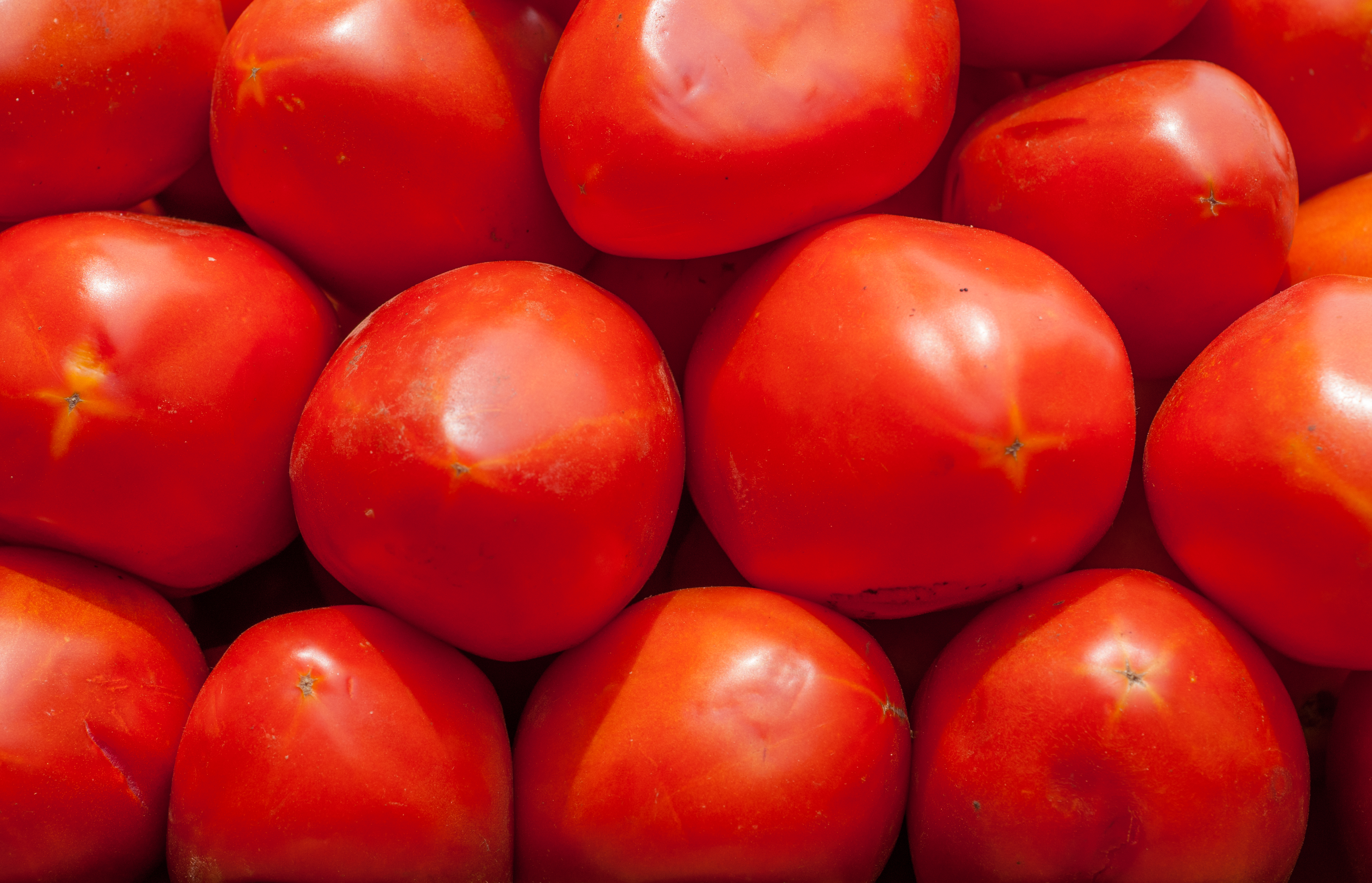
Os tomates são um exemplo de por que a indústria agrícola de Ohio tem relações profundas com a indústria de processamento de alimentos de Ohio. Ohio é o terceiro maior produtor de tomates de todos os 50 estados dos Estados Unidos, e, por sua vez, a maior fábrica de processamento de ketchup do mundo está localizada em Fremont.

As indústrias agrícolas de Ohio representam US$ 124 mil milhões da produção econômica do estado, empregando um em cada oito habitantes de Ohio, direta ou indiretamente. O mercado agrícola de Ohio exporta muitos produtos diferentes. Ohio ocupa o primeiro lugar na produção de queijo suíço entre todos os 50 estados, o terceiro em produção de ovos, o sexto em soja, o oitavo em suínos e o nono em milho para grãos. As indústrias de agricultura, processamento de alimentos e alimentação estão fortemente interligadas em Ohio. Por exemplo, Ohio sendo o terceiro maior produtor de tomates dos Estados Unidos, por sua vez possui a maior fábrica de processamento de ketchup do mundo em Fremont.
O número de fazendas em Ohio era de 75.462 em 2018.

#### Horticultura e floricultura
Ohio é um produtor de produtos de horticultura, de plantas de estufa e viveiros a bulbos. O estado é produtor de freixos brancos para paisagismo, totalizando 25 mil anuais. Califórnia, Flórida, Texas, Michigan e Ohio foram responsáveis por 42% da produção nacional de plantas para camas em 2002. Oberer's Flowers, com sede em Dayton, é o quinto maior florista do país, enquanto a Aris Horticulture, sediada em Barberton, é ativa em pesquisa e criação. O Lake County Nursery oferece mais de 1.000 variedades de plantas e a Monrovia Nursery Company, sediada na Califórnia, opera viveiros em Springfield.

### Energia

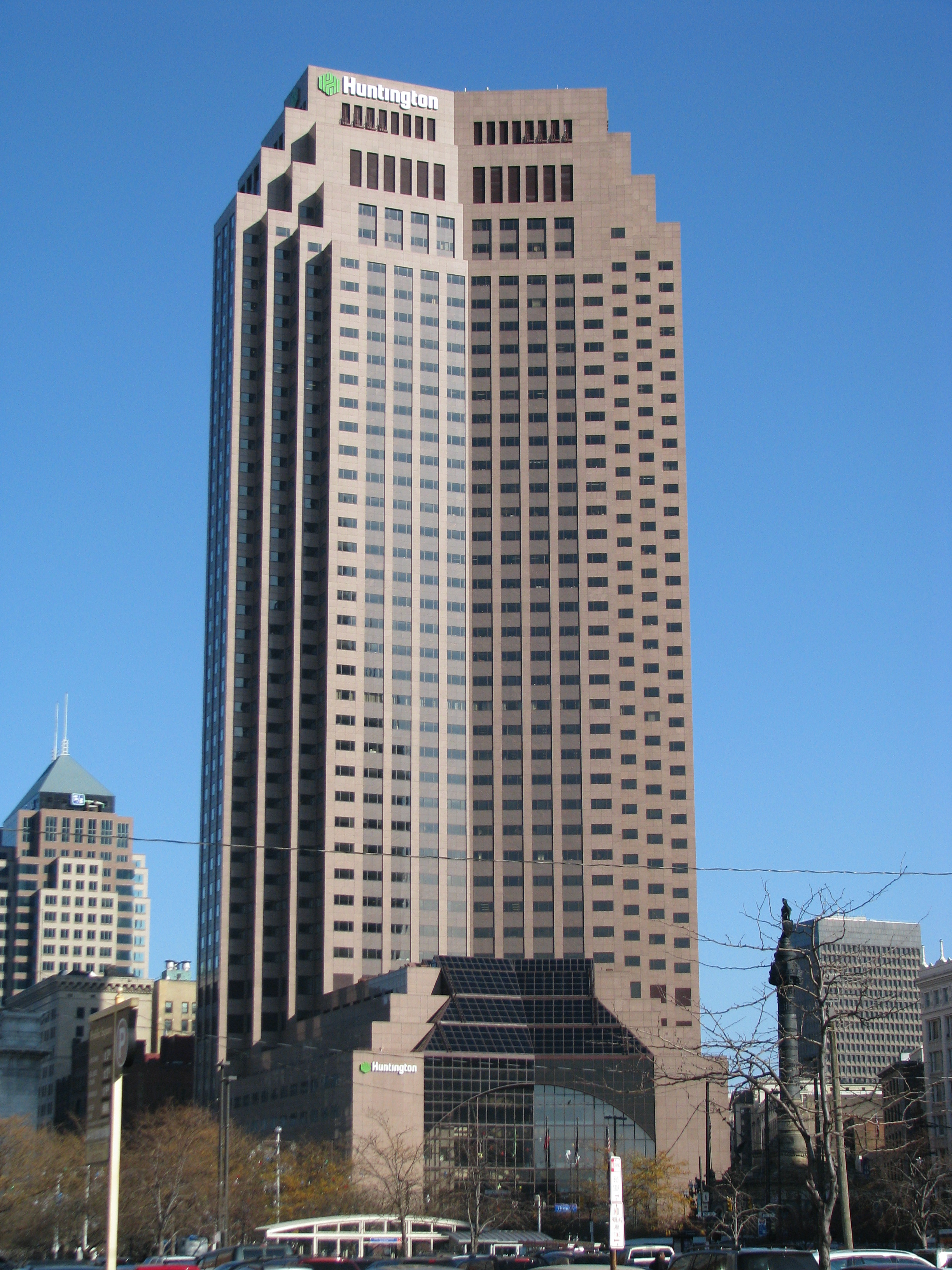
The British Petroleum Tower localizada em Cleveland

O setor de energia de Ohio é composto por milhares de empresas e cidades que representam as indústrias de petróleo, gás natural, carvão, solar, energia eólica, célula de combustível, biocombustível, geotérmica, hidrelétrica e outras indústrias relacionadas. Ohio é o segundo país em fabricação da indústria de energia solar, já que Toledo é considerado um centro solar nacional, apelidado de "Vale Solar". Em 2018, a First Solar anunciou uma nova fábrica de painéis fotovoltaicos de $ 400 milhões no subúrbio de Toledo, gerando 500 empregos e produzindo até 1,8 gigawatts de capacidade de geração solar anualmente.
O petróleo e o gás natural respondem por US$ 3,1 mil milhões anuais em vendas, enquanto o etanol gera US$ 750 milhões. O estado é reconhecido internacionalmente como o "Corredor da Célula a Combustível", e Hamilton está prestes a se tornar o maior fornecedor municipal de energia renovável do Centro-Oeste, e um dos maiores do país, com mais de 70%. Em 2008, o estado liderou o país na fabricação de energia alternativa de acordo com a Site Selection Magazine, enquanto a indústria de gás natural cresceu devido à Grande Corrida do Gás de Xisto.
Várias empresas notáveis de energia estão sediadas no estado, incluindo American Electric Power, Columbia Gas of Ohio, DPL Inc., Marathon Petroleum Company, American Municipal Power, Inc., Cliffs Natural Resources, Murray Energy, FirstEnergy, Oxford Resource Partners LP, AB Recursos, American Hydrogen Corporation e IGS Energy. Rolls-Royce North America 's Energy Systems Inc., uma subsidiária da Rolls-Royce plc com sede no Reino Unido, está sediada em MT. Vernon, especializado em compressão de gás, geração de energia e tecnologias de dutos. A Ultra Premium Oilfield Services e a V&M Star Steel operam instalações de produção de aço no estado, que atendem à exploração de energia.
Ohio consumiu 160.176 TWh de eletricidade em 2005, o quarto entre os estados dos EUA, e tem uma história histórica no setor, incluindo a primeira plataforma de perfuração de petróleo offshore do mundo e uma economia de energia renovável moderna, juntamente com a indústrias nucleares, de petróleo, carvão e gás tradicionais.

### Pesquisa e desenvolvimento
Ohio é um importante centro de pesquisa e desenvolvimento, lar de muitas instituições. Em 2008, instituições e empresas do estado ganharam 10 prêmios R&D 100, concedidos anualmente às 100 principais inovações reconhecidas pela R&amp;D Magazine, ficando em segundo lugar, atrás da Califórnia. A Ohio State University está entre as principais instituições públicas de pesquisa do país em 7º lugar. Ohio está classificado entre os oito primeiros em estados que realizam ensaios clínicos, incluindo a realização da maioria dos ensaios clínicos per capita.
Em 2006, o estado tinha uma folha de pagamento de alta tecnologia de US$ 9,8 mil milhões, com 155.174 funcionários de alta tecnologia em 10.756 locais de alta tecnologia. Em 2005, a indústria em Ohio gastou $ 5,9 mil milhões em pesquisa e desenvolvimento, com as faculdades gastando $ 1,5 bilhão, mas em 2009, $ 8,2 mil milhões em contratos de P&D foram identificados, ocupando o 13º lugar nacionalmente. Ohio recebe cerca de US$ 2,7 mil milhões anualmente em fundos federais de P&D, ocupando a 9ª posição.

### Seguro
Ohio é um importante centro para empresas de seguros, ocupando o 6º lugar entre todos os 50 estados no setor de seguros, com base no emprego geral, e Ohio está em 4º lugar em seguro contra acidentes entre todos os 50 estados. No que diz respeito ao produto bruto do estado, do período de 1990-1999, a contribuição do seguro de Ohio para o produto bruto do estado de Ohio cresceu cerca de 161% de $ 2,6 mil milhões para $ 6,8 mil milhões, apesar do crescimento populacional de 1990 a 2000 de apenas 4,67%, de 10.847.115 a 11.353.140. O emprego de seguros em Ohio deve crescer continuamente a uma taxa de 9,8%. Ohio é o lar do terceiro examinador mais reivindicado nos Estados Unidos, de todos os 50 estados.
Cinco empresas da Fortune 500 são seguradoras sediadas em Ohio. Essas empresas são:
- Seguros Nationwide, em Columbus
- Progressive Corporation, em Mayfield
- American Financial Group, em Cincinnati
- Cincinnati Financial, em Cincinnati
- Ohio Casualty, uma subsidiária da Liberty Mutual, em Fairfield.

### Serviços financeiros

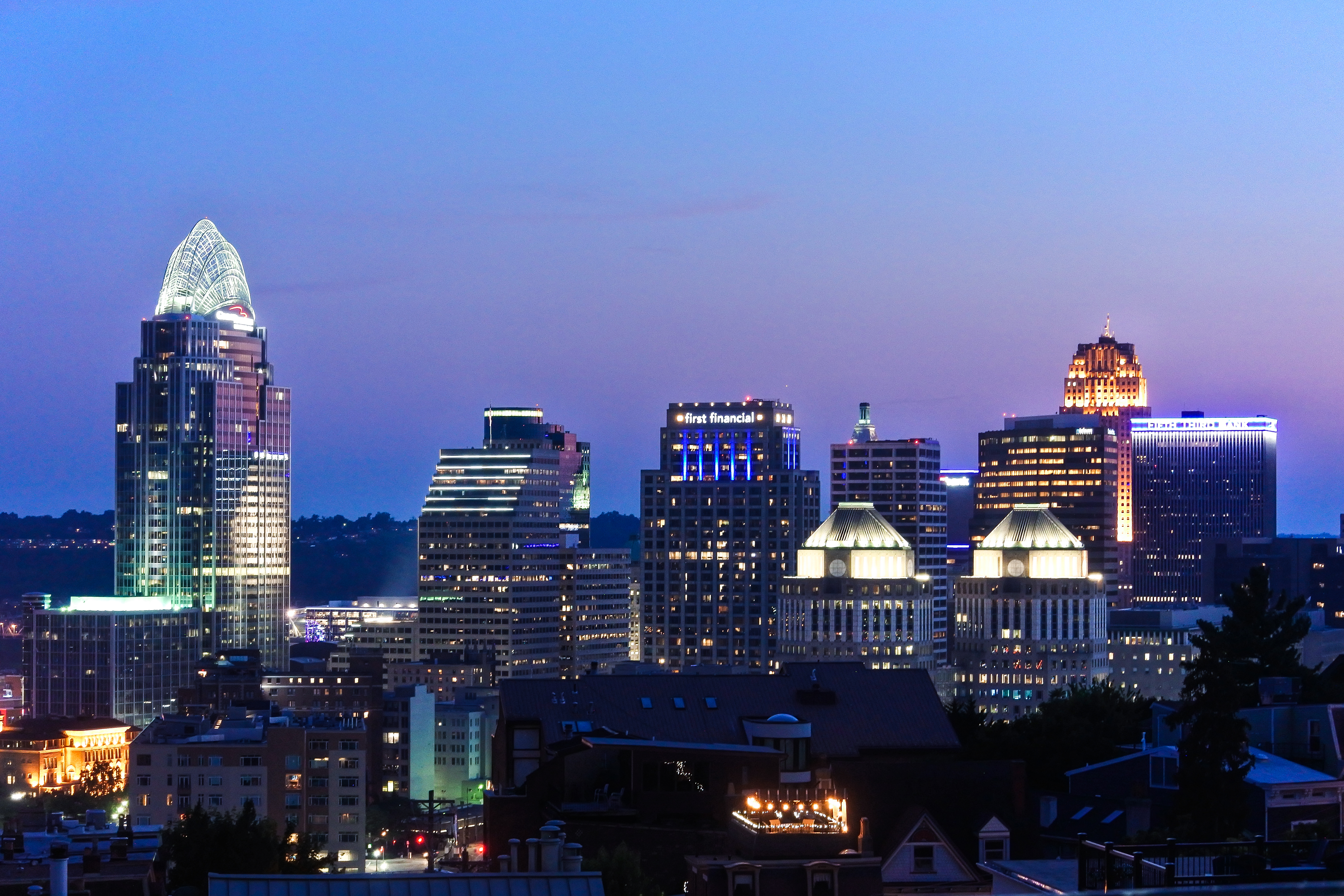
Cincinnati hospeda várias grandes instituições financeiras e seguradoras

Ohio é a sede de três bancos comerciais que estão entre os maiores bancos comerciais dos Estados Unidos, conforme medido pelo tamanho dos ativos. Até 2008, Ohio tinha quatro bancos entre os 25 principais, mas a aquisição da National City Corp., de Cleveland, pela PNC Financial Services, de Pittsburgh, eliminou o quarto.
- O KeyBank, com sede na Key Tower em Cleveland, é o 27º maior banco dos Estados Unidos.
- Fifth Third Bank, a holding bancária do Fifth Third Bank NA, com sede em Cincinnati. Atualmente, atrás da PNC em participação de mercado no estado, e líder entre os bancos sediados em Ohio no estado, é o 26º maior banco dos EUA.
- Huntington Bancshares, a holding bancária do The Huntington National Bank com sede no Huntington Center em Columbus, é o 38º maior banco dos Estados Unidos.
- Wright-Patt Credit Union, com sede em Dayton, é a maior cooperativa de crédito em Ohio, com 23 centros membros, $ 4,3 mil milhões em ativos e atende a mais de 375.000 proprietários-membros.

O Federal Reserve Bank de Cleveland está localizado no estado. Outras instituições notáveis sediadas no estado incluem o First Federal Bank of the Midwest, o Liberty Savings Bank e o Park National Bank.
A BMW com sede na Alemanha opera uma subsidiária financeira em Dublin.

### Fabricação de automóveis

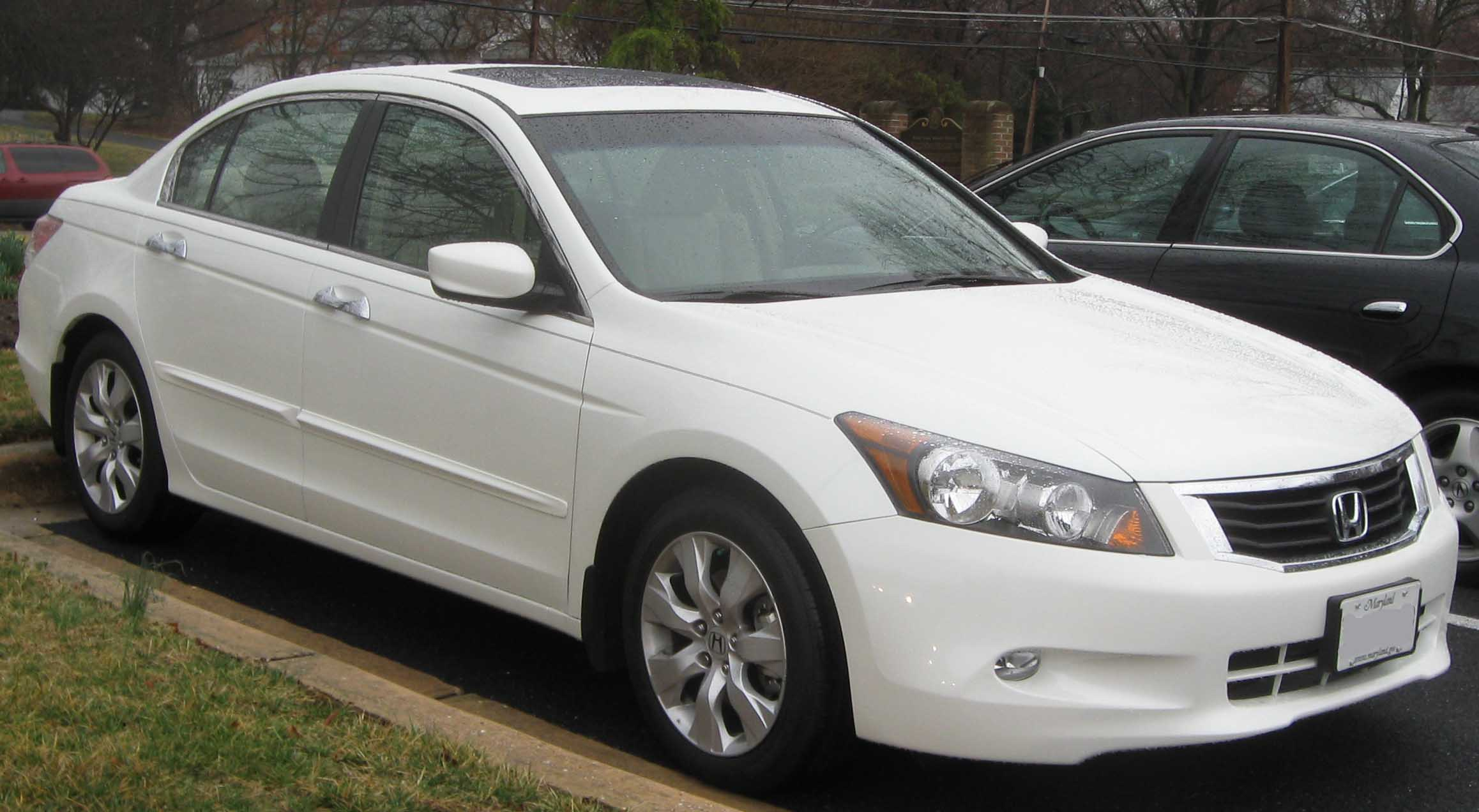
O Honda Accord foi o único modelo mais produzido em Ohio. Quase todos os acordos são realizados em Marysville. A produção do Accord em Ohio excedeu 200.000, um dos apenas cinco modelos a fazê-lo em Ohio.

O nativo de Ohio Charles Kettering inventou a auto-partida para o automóvel, um avanço que contribuiu para a integração do transporte.
O estado atual da indústria de veículos motorizados em Ohio é misto e pontilhado. Em 2002, a indústria de veículos motorizados de Ohio produziu cerca de US$ 16 mil milhões em itens. Isso é cerca de 14% da produção de automóveis dos Estados Unidos, e Ohio produz veículos motorizados em todos os estados, exceto Michigan. Esses $ 16 mil milhões representam aproximadamente 4,1% do produto bruto do estado de Ohio; no entanto, a indústria de veículos automotores responde por apenas 1,1% da produção dos Estados Unidos. Em 2003, Ohio era capaz de produzir cerca de 1.885.000 veículos motorizados, respondendo por 15,6% da produção dos Estados Unidos e, novamente, mais do que qualquer estado, exceto Michigan, no qual 928.000 deles eram automóveis.
O Departamento de Desenvolvimento de Ohio estima que haja 555 estabelecimentos de produção de veículos motorizados em Ohio e que, ao empregar cerca de 138.000 pessoas, os funcionários de produção de veículos motorizados de Ohio representam 12,7% dos empregados de produção de veículos motorizados dos Estados Unidos. Apesar das perdas acentuadas desde 1999, a indústria de produção de veículos motorizados conseguiu se recuperar em 2001, produzindo um ganho líquido de 148.000 veículos. A General Motors produziu o maior número de veículos motorizados em Ohio, com 36,5% da produção de veículos motorizados em Ohio, seguida de perto pela Honda com 35,9%. Outros grandes produtores de veículos motorizados em Ohio incluem DaimlerChrysler (com 17,5% da produção) e Ford (com 10,5% da produção). No entanto, apesar do crescimento listado acima, as estatísticas de emprego e as perspectivas são muito mais sombrias.
Em 2004, o número de pessoas empregadas na indústria de montagem de veículos motorizados em Ohio foi relatado em cerca de 31.000, contra cerca de 40.000 na década de 1990, enquanto na indústria de produção de peças para veículos motorizados em Ohio, em dezembro de 1997, empregos ficou em aproximadamente 122.000 funcionários;  no entanto, esse número caiu cerca de 26%, para 90.000 funcionários em 2004. Apesar dos fatos de crescimento acima, é mais provável que a perda de empregos afete diretamente a economia de Ohio. O Bureau of Labor Market Information de Ohio estima que haverá menos 3.300 funcionários de montagem e 2.400 funcionários de fabricação de peças a menos em 2012 do que em 2002. As principais empresas que operam no estado incluem Ford, Honda e General Motors. Algumas das principais fábricas de montagem de veículos motorizados no estado incluem o Complexo de Toledo, a Fábrica de Automóveis Marysville, a Fábrica de Automóveis East Liberty, a Assembléia de Ohio e a Montagem de Toledo Norte. O Faurecia Group, com sede na França, opera uma divisão em Toledo.
Em junho de 2010, o fabricante de peças de automóveis Sanoh America, localizado em Streetsboro, anunciou um $ 3,5 milhões, 35,000 sq ft (3,300 m2) expansão de sua sede na América do Norte, enquanto a fabricante austríaca de peças automotivas Miba anunciou US$ 30 milhões em novos investimentos em unidades de produção em todo o estado. Em setembro daquele ano, o novo 87,100 sq ft (8,090 m2) instalações de P&D da Amtex, Inc., uma subsidiária da Hayashi Telempu Co. com sede no Japão e no Líbano, tornaram-se operacionais em Plymouth.
Ohio é considerado o centro histórico da produção de aço nos EUA O estado produz anualmente cerca de 14,5 milhões de toneladas, com um impacto econômico estadual de $ 7,2 mil milhões A maior fundição de aço da América do Norte está localizada em Columbus, Columbus Castings. Anteriormente, fazia parte da Buckeye Steel Castings, que remonta ao século XIX.
Ohio produz entre 14% e 17% do aço bruto dos Estados Unidos. O setor de objetos feitos de aço comprado em Ohio ocupa o segundo lugar entre todos os 50 estados, e o terceiro no setor de ferro, aço e ferroligas.
Setenta por cento dos funcionários da fabricação de ferroligas eletrometalúrgicas dos Estados Unidos estão localizados em Ohio. Toda a indústria como um todo, embora não tão concentrada quanto o setor de manufatura de ferroligas eletrometalúrgicas, emprega 34.000 trabalhadores pagos em 234 locais de trabalho individuais. Os 234 locais de trabalho de Ohio representam 9,5% dos locais de trabalho da indústria dos Estados Unidos, e os 34.000 trabalhadores pagos representam 13,6% dos trabalhadores da indústria dos Estados Unidos. Destes trabalhadores e locais de trabalho, o setor de ferro, aço e ferroligas compõem o maior setor da indústria de Ohio, com 17.000 trabalhadores pagos em 73 locais de trabalho.
No entanto, apesar da grande presença de Ohio no mercado de ferro e aço, as taxas de emprego caíram em Ohio, geralmente atribuídas ao enfraquecimento da economia nacional. Entre 1998 e 2005, o número de trabalhadores da indústria de ferro e aço de Ohio diminuiu de 52.700 para 34.000. O Departamento de Desenvolvimento de Ohio prevê que as reduções continuarão nos próximos anos. O salário médio anual dos trabalhadores da indústria de ferro e aço em Ohio era de $ 59.686, em comparação com a média da indústria nacional de $ 53.352.
Existem três fabricantes de ferro e aço Fortune 1000 com sede mundial em Ohio : AK Steel, localizada em Westchester, Timken Company, localizada em Canton, e Worthington Industries, localizada em Columbus. Outras empresas notáveis incluem a Severstal, sediada na Rússia, que possui instalações localizadas em Warren e Steubenville, Mittal Steel USA, com sede em Luxemburgo, que possui instalações em Columbus e Cleveland, United States Steel Corporation em Lorain, Cliffs Natural Resources em Cleveland e Republic Engineered Products, o maior fornecedor da América do Norte de barras de aço especiais com qualidade, localizado em Canton. A V&M Star Steel, uma subsidiária da Vallourec com sede na França, inaugurou uma unidade de produção de US$ 650 milhões em Youngstown em junho de 2010.
Em agosto de 2010, a International Technical Coatings, 667,000 sq ft (62,000 m2) Arizona, anunciou planos para construir um 667,000 sq ft (62,000 m2), instalação de produção de $ 15 milhões em Columbus, enquanto a Pro-Tec, uma joint venture entre a US Steel e a japonesa Kobe Steel sediada em Leipsic, anunciou em setembro de 2010 um $ 290 milhões, 415,000 sq ft (38,600 m2) ampliação das instalações existentes.
Em abril de 2018, a Cleveland-Cliffs Inc. inaugurou uma instalação de produção de ferro briquetado a quente de $ 700 milhões em Toledo, Ohio. Quando concluída em 2020, a planta processará cerca de 2,5 milhões de toneladas por ano de minério de ferro para uso na indústria siderúrgica nacional.

### Borracha e plásticos
Uma das indústrias historicamente fortes de Ohio é a de borracha e plástico. Ohio ocupa o primeiro lugar de todos os 50 estados na produção de borracha e plástico, produzindo cerca de US$ 17,4 mil milhões em remessas de borracha e plástico anualmente. Sete empresas Fortune 1000 de borracha e / ou plásticos estão localizadas em Ohio:
- Goodyear Tire & Rubber, Akron
- Parker Hannifin, Cleveland
- Owens-Illinois, Perrysburg, Ohio
- Owens Corning, Toledo
- Cooper Tire & Rubber, Findlay
- PolyOne, Lago Avon
- A. Schulman, Akron

Ohio ocupa o primeiro lugar no produto estadual bruto da indústria de borracha e plástico de qualquer estado. Para o período de 5 anos de 2000–2004, a produção ajustada pela inflação aumentou cerca de 10%. Além disso, neste período, a indústria americana de borracha e plástico cresceu apenas 6%.
Ohio exportou cerca de US$ 1,3 bilhão em remessas de borracha e plástico em 2006. As exportações de borracha e plástico representam 7,3% do total das vendas. O Canadá é o maior importador das exportações de US$ 1,3 bilhão de Ohio, respondendo por 46% desse montante. O Bureau do Censo espera que um acréscimo de US$ 1,1 bilhão em material seja exportado indiretamente, por meio de outros bens feitos de borrachas e plásticos, incluindo veículos motorizados e máquinas.
No entanto, apesar do aumento da produção, o emprego tem diminuído na indústria de borracha e plástico de Ohio. Em 2000, Ohio empregava cerca de 92.000 trabalhadores da indústria de borracha e plásticos. Em 2006, essas taxas diminuíram em cerca de 26%, para cerca de 69.000 trabalhadores. O Bureau of Labor Market Information de Ohio prevê que, de 2004 a 2014, haverá 11.200 trabalhadores a menos na indústria de Ohio. Eles também preveem que o emprego em plásticos em Ohio diminuirá em 13,7% e que o emprego em produtos de borracha diminuirá em 20,7%. A indústria emprega atualmente cerca de 73.000 trabalhadores em Ohio, e cerca de 12,3% dos funcionários de borracha dos Estados Unidos e 7,8% dos funcionários de plásticos dos Estados Unidos.
Em outubro de 2010, a Hexpol AB com sede na Suécia anunciou a aquisição da Excel Polymers com sede em Solon por US$ 215 milhões.
Em agosto de 2011, a A3T LLC com sede na China inaugurou sua sede na América do Norte em Akron e assinou um acordo de P&D com a Universidade de Akron.

### Outra manufatura

#### História
Em 1837, William Procter e James Gamble fundaram uma empresa de fabricação de velas e sabão em Cincinnati, chamada Procter & Gamble. Na década de 1880, a empresa lançou o produto Ivory, uma barra de sabão. Eventualmente, eles começaram a fabricar Crisco, e patrocinaram dramas de rádio, o que levou ao nome de "novelas". Hoje a Procter & Gamble é a 8ª maior empresa do mundo em capitalização de mercado totalmente diversificada em produtos para o lar, e possui 135.000 funcionários em todo o mundo, com operações de manufatura localizadas em todo o estado, e a sua sede ainda em Cincinnati.
Em 1866, Henry Sherwin e Edward Williams fundaram a Sherwin-Williams, uma empresa geral de materiais de construção, em Cleveland. Sua primeira fábrica foi inaugurada no rio Cuyahoga em 1873, e hoje a empresa tem quatro instalações de fabricação e distribuição em Ohio, localizadas em Columbus, Cincinnati, Grove City e Bedford Heights, e vários locais em todo o país e no mundo, com seu mundo sede mantida em Cleveland. A empresa emprega 3.394 residentes somente na área de Cleveland.
Em 1879, James Ritty, proprietário de um saloon, inventou uma caixa registadora mecânica, abrindo caminho para sua produção por meio da National Cash Register Company, com sede em Dayton. A empresa prosperou ao longo do século XXI, produzindo caixas eletrônicos, leitores de código de barras e outros produtos relacionados, empregando milhares. Eventualmente, foi realocado para a Geórgia em 2009.
Em 1886, Charles Martin Hall, natural de Ohio, ajudou a criar o processo Hall – Héroult, que tornou a produção do alumínio barata. Ele vendeu sua parte em 1888 para a Pittsburgh Reduction Company, hoje conhecida como Alcoa. A Alcoa tem operações no estado, incluindo instalações em Cleveland que fabricam rodas de alumínio para a Automobili Lamborghini.
Entre 1902 e 1911, a Marion Steam Shovel Company, cujos fundadores foram Edward Huber, George W. King e Henry Barnhardt, despachou 112 escavadeiras de última geração para o Panamá para cavar o Canal do Panamá. Uma empresa sucessora também construiu os transportadores de esteira que foram usados pela NASA nas décadas de 1960 e 1970 para transportar foguetes Saturno V para a plataforma de lançamento no Cabo Canaveral para enviar homens ao espaço e à lua.
Em 1907, um zelador chamado James Spangler que trabalhava para a família Hoover inventou o primeiro aspirador de pó eletronicamente portátil. A produção do dispositivo começou em uma fábrica em New Berlin (posteriormente renomeada North Canton), e hoje a empresa é conhecida como The Hoover Company, com sua sede ainda localizada em North Canton.
Em 1918, a Parker Appliance Company foi fundada em Cleveland, mais tarde se tornando a Parker Hannifin Corporation. Eles fabricam tecnologias de movimento e controle, com instalações em Ohio, no país e no mundo. Sua sede é mantida em Cleveland, empregando 2.201 residentes na área local
No geral, Ohio abriga 21.250 operações de manufatura. Cincinnati está classificada em 6º lugar, Cleveland em 10º e Columbus em 19º, respectivamente, no que se refere a empregos na indústria. Ohio lidera o país na produção de máquinas de uso geral e é o número 2 na produção de máquinas para usinagem de metais. Em 2004, Ohio era o terceiro no país em grandes operações industriais e o segundo no país em folha de pagamento total de manufatura. Ohio foi o terceiro país em PIB industrial em 2008, mas perdeu 106.629 empregos na indústria e mais de 1.000 fabricantes desde 2007.
A Crown Equipment Corporation, sediada em New Bremen, emprega 8.300 residentes no estado e é o sétimo maior fabricante de equipamentos pesados do mundo. Eles recentemente  revelou 20 novos modelos de empilhadeiras que empregam tecnologia de célula de combustível, elevando o estoque total de produtos específicos para 29 modelos. A Ametek Technical and Industrial Products está sediada em Kent e é uma fabricante de produtos industriais com vendas de $ 950 milhões em 2009. Sediada em Toledo, Libbey, Inc. é a maior produtora de produtos de mesa de vidro no hemisfério ocidental.
A NewPage Corporation, sediada em Miamisburg, é a maior produtora de papel revestido da América do Norte, com vendas de US$ 3,1 mil milhões. A Verantis Corporation, com sede em Middleburg Heights, é uma empresa de engenharia ambiental.
A ThyssenKrupp com sede na Alemanha tem várias operações no estado, incluindo AIN Plastics em Columbus, Ken-Mac Metals em Cleveland, divisões de vendas de cobre e latão em Toledo, Cleveland e Dayton, uma divisão de Serviços Industriais da ThyssenKrupp em Toledo, e um Divisão de vendas da ThyssenKrupp Bilstein of America em Hamilton. ThyssenKrupp Krause está localizado em Cleveland, Vertical System Elevators em Cincinnati, bem como outras divisões ThyssenKrupp Elevator em Cincinnati, Westerville, Northwood e Broadview Heights, e Rotek Incorporated está localizado em Aurora, que passou por uma instalação de $ 82 milhões expansão em 2008.
O Grupo Mondi, com sede no Reino Unido, possui instalações em Lancaster. A Brush Wellman está sediada em Mayfield Heights e é fornecedora de ligas, metais preciosos, eletrônicos e sistemas e produtos de materiais de engenharia, com uma instalação principal em Elmore. Liebert é um fabricante de sistemas ambientais, de energia e monitoramento localizado em Columbus.

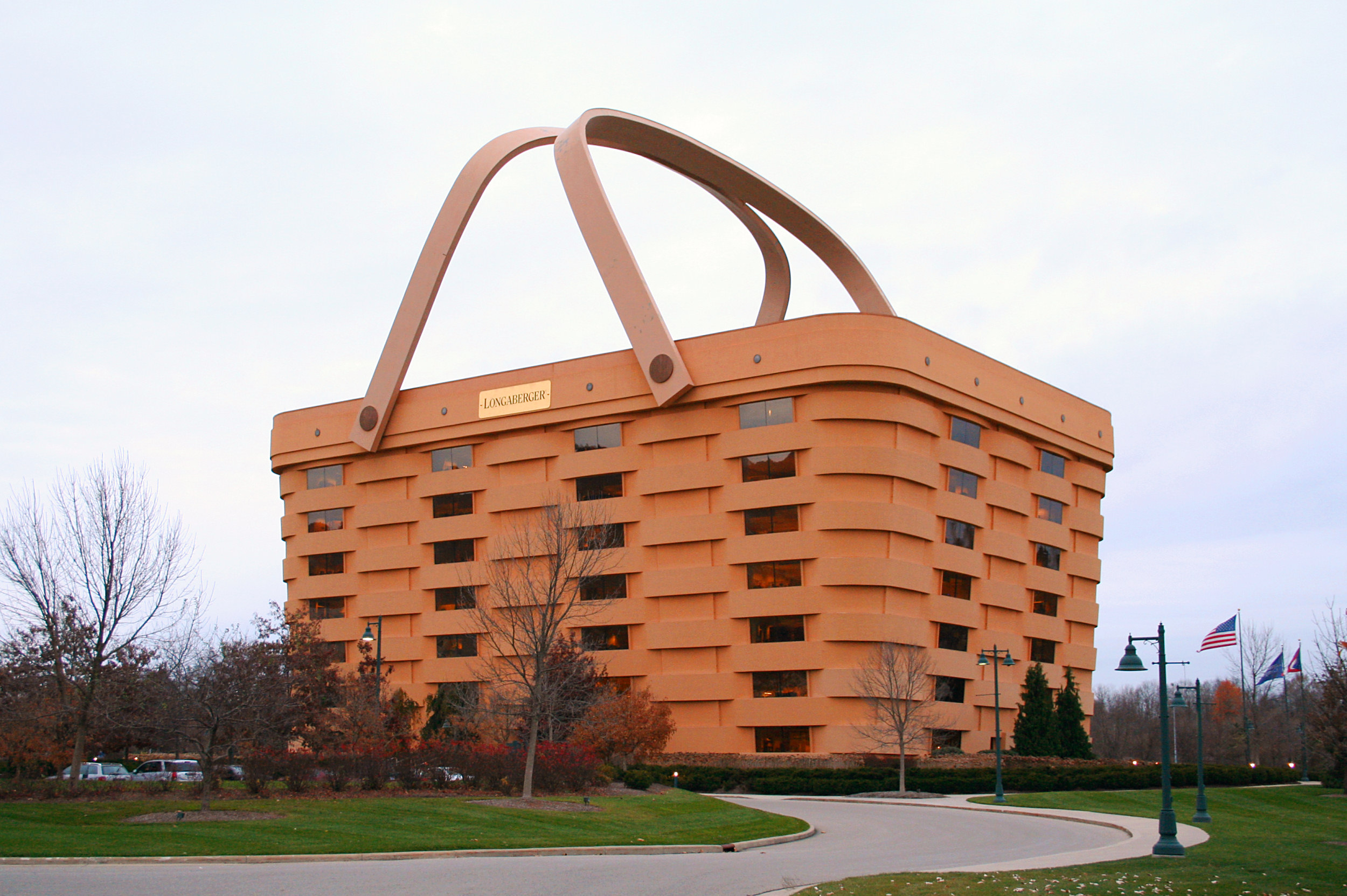
A antiga sede da Longaberger Company em Newark.

Sediada em Cleveland e fundada em 1932, a MTD Products emprega 6.800 residentes no estado e é uma grande fabricante de equipamentos para gramados pesados. A Advanced Drainage Systems, sediada em Hilliard, emprega 3.900 residentes e é especializada na fabricação de componentes e equipamentos industriais. A Aleris International, com sede em Beachwood, emprega 8.500 residentes e é uma das maiores recicladoras de alumínio e zinco do mundo, fabricando ligas de metal. A Park-Ohio, Inc., localizada em Cleveland, opera em 16 países com mais de 3.000 funcionários. Mallory Marine é um fabricante de componentes para viagens aquáticas e está localizado em Cleveland. A Michelman, Inc., sediada em Cincinnati, está envolvida no desenvolvimento de barreira à base de água e revestimento funcional.
A The Longaberger Company, sediada em Newark, é fabricante de produtos para o lar e estilo de vida, e o Brooklyn é o lar da American Greetings Corporation, a maior fabricante mundial de cartões comemorativos de capital aberto.
Trelleborg AB sediada na Suécia mudou a sua sede da Wheel Systems Americas de Hartville para Fairlawn. A Nordson Corporation, sediada em Westlake, é fabricante de equipamentos de precisão. A GrafTech International Limited, com sede em Parma, é uma fabricante de produtos de carbono e grafite com instalações em quatro continentes.
ESCORT é um fabricante de dispositivos de detecção de radar e serviços de navegação com sede em West Chester.
A Hartz Mountain Corporation, sediada em Nova Jersey, fabricante de produtos para animais de estimação, anunciou uma expansão de suas operações existentes no estado em 2010. Little Tikes é um fabricante de brinquedos com sede em Hudson.
Em agosto de 2010, a WICOR com sede na Suíça anunciou planos para uma operação de manufatura em Urbana, enquanto em setembro daquele ano, a italiana Eurostampa North America anunciou planos para a construção de um novo $ 7,2 milhões, 70,000 sq ft (6,500 m2) instalação no bairro de Roselawn, em Cincinnati, que foi inaugurada no mês passado e também servirá como sua sede.
A GE Lighting está sediada em Cleveland, com operações de fabricação no estado, incluindo a Bucyrus, que recebeu US$ 60 milhões para expansão em setembro de 2010 para a fabricação de lâmpadas com eficiência energética. Em outubro de 2010, a Simonton Windows, sediada em West Virginia, anunciou que estava mudando sua sede para Columbus. A Deceuninck North America, uma subsidiária da Deceuninck NV com sede na Bélgica, está sediada em Monroe e opera uma das maiores extrusoras de janelas de vinil da América do Norte.
A Blastmaster sediada na Austrália anunciou em setembro de 2010 planos para localizar sua sede norte-americana na área de Columbus. Em outubro de 2010, a Avery Dennison sediada na Califórnia abriu seu Centro de Inovação do Cliente em Miamisburg para mostrar sua tecnologia RFID.

##### Produtos químicos
A Hexion Specialty Chemicals está sediada em Columbus e é fabricante de resinas e revestimentos. A Lubrizol Corporation é uma fornecedora de especialidades químicas com sede em Wickliffe e uma empresa Fortune 500. A Ashland Performance Materials, sediada em Kentucky, está localizada em Dublin. Columbus é o lar da maior câmara de compensação de dados de produtos químicos do mundo, CAS ou Chemical Abstracts.

##### Robótica e lasers
Em junho de 2010, a Yaskawa America anunciou a construção de sua nova sede na América do Norte em Dayton, um 300,000 sq ft (28,000 m2) instalação, que foi inaugurada em agosto. A KC Robotics, localizada em Fairfield, é uma grande distribuidora de robôs, incluindo a Motoman da Yaskawa.
A Robotics Research, localizada em Cincinnati, é uma desenvolvedora de tecnologia robótica. A FANUC Robotics America, Inc. tem uma sede regional localizada em Mason. Outras empresas incluem YAC Robot Systems em Hamilton, Bellevue Manufacturing Company em Bellevue e Adept Technology, que tem um escritório em Cincinnati.
A Lockheed Martin em Akron fabrica sistemas de franco-atiradores aprimorados a laser para o Departamento de Defesa. A AT&F Steel em Cleveland opera a maior instalação de soldagem por arco a laser híbrido dos Estados Unidos. A RIDGID com sede em Elyria, uma divisão da Emerson com sede em Missouri, fabrica dispositivos a laser portáteis.

##### Nanotecnologia

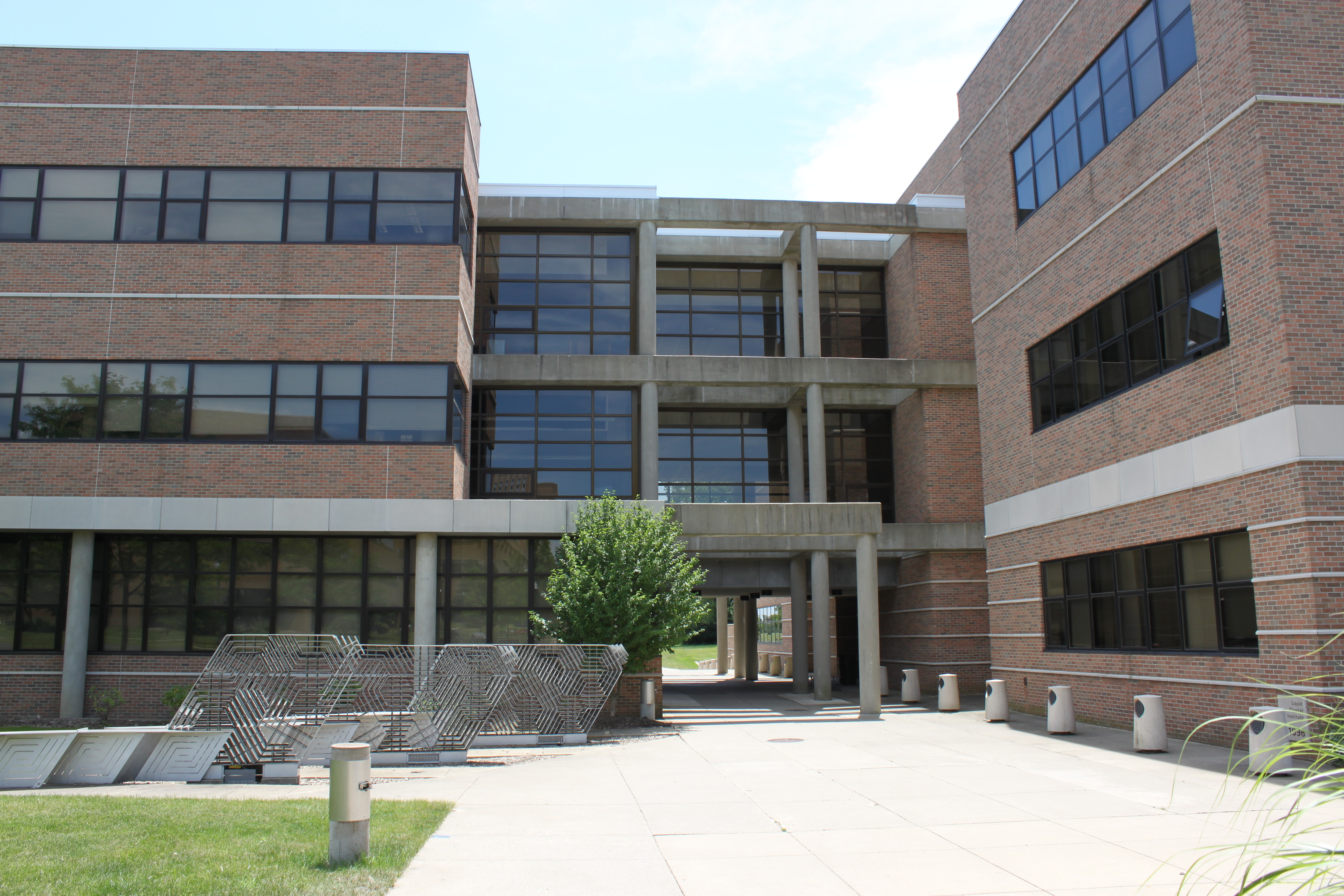
O Liquid Crystal Institute, com sede no campus da Kent State University, fez contribuições iniciais para a tela de cristal líquido.

A Kent State University foi um dos inventores do moderno display de cristal líquido em seu Liquid Crystal Institute.
Durante 2005, Ohio foi classificado entre os dez primeiros em estados com o melhor ambiente para o desenvolvimento da nanotecnologia. O Center for Multifunctional Polymer Nanomaterials and Devices da Ohio State University recebeu US$ 22,5 milhões da Terceira Fronteira por volta do início do século XXI com uma meta de retornar US$ 78 milhões em pesquisa e comercialização. O Instituto de Pesquisa da Universidade de Dayton também recebeu investimentos do estado. Outros importantes institutos de pesquisa incluem o Institute for Nanoscale Science and Technology da University of Cincinnati. A Universidade de Toledo é a casa do professor Abdul-Majeed Azad, um nanotecnologista de renome mundial que ganhou um prêmio Nano50 da NASA em 2007 por desenvolver um método de conversão de resíduos de usinas de aço em partículas de ferro em nanoescala, e também recebeu recentemente o Fulbright Prêmio Cadeira Distinta.
Nanotek Instruments, uma empresa da área de Dayton, é uma empresa de pesquisa e desenvolvimento de nanomateriais focada em trazer a nanotecnologia para as aplicações de consumo. Fundada em 1997, a Nanotek Instruments detém atualmente algumas das propriedades intelectuais mais antigas do grafeno "material maravilhoso". A pesquisa atual da Nanotek se concentra no uso das propriedades do grafeno em aplicações de armazenamento de energia, como baterias de íon-lítio e supercapacitores. Sua pesquisa sobre supercapacitores baseados em grafeno foi selecionada como uma das cinco principais nanotecnologias de 2010.
Em 2007, a Nanotek Instruments desmembrou a Angstron Materials com o propósito de produzir em massa materiais de grafeno. A Angstron Materials, também localizada em Dayton, é atualmente a maior produtora mundial de nano plaquetas de grafeno. As plaquetas de grafeno da Angstron estão sendo usadas em várias áreas de pesquisa, incluindo armazenamento de energia, gerenciamento térmico, nanocompósitos, filmes transparentes condutores, sensores e baterias de íon de lítio.
Outras empresas de Ohio envolvidas no desenvolvimento da nanotecnologia incluem a MesoCoat, vencedora de três prêmios R&D 100; SRICO em Columbus; Cleveland Clinic ; Zyvex Performance Materials (desenvolvedores do Piranha Unmanned Surface Vessel ); PowderMet, uma operação de pesquisa e desenvolvimento; General Electric, NanoFilm, Procter & Gamble, Battelle Memorial Institute, NanoSperse, First Solar, Goodyear Tire and Rubber e Midwest Optoelectronics, entre outros.

### Logística
O corredor Columbus / Dayton é considerado um dos dois "centróides" no setor de logística da América. Isso é evidente na região de Dayton, em parte, com a expansão de um 1,000,000 sq ft (93,000 m2) centro de distribuição da Caterpillar Inc. e um importante centro de distribuição Payless ShoeSource. Transporte e armazenamento empregam 183.000 habitantes de Ohio, totalizando uma indústria de US$ 12 mil milhões, ou 3,6% do GSP. Desde 2003, Ohio adicionou 21.500 empregos de logística.
Ohio tem o 8º maior sistema de rodovias e o 4º maior sistema interestadual do país. A indústria de caminhões de Ohio ocupa o 4º lugar no país, com uma produção econômica total de US$ 5,2 mil milhões. O estado ocupa o terceiro lugar no país em valor total de remessas de entrada e saída, com US$ 907 mil milhões, e o primeiro em valor de remessas de saída, com US$ 244 mil milhões.
Ohio tem o quarto maior sistema ferroviário e está classificado em terceiro na produção econômica total, com US$ 1,3 bilhão.
Os principais empregadores incluem BAX Global, agora parte da DB Schenker, com sede na Alemanha ; Logística de qualidade total, UPS, FedEx, Roadway Express, CSX Corp, Pacer International e ABX Air. A Parsec Inc., com sede em Cincinnati, controla 45% dos negócios de transporte intermodal do país. A sede de logística da ThyssenKrupp Industrial Services North America está localizada em Northwood.
A TechniGraphics baseada em Wooster é uma fornecedora de imagens e serviços geoespaciais para a comunidade de inteligência dos Estados Unidos.
Em 2009, a CSX iniciou a construção de uma instalação intermodal de $ 175 milhões em North Baltimore, empregando tecnologia OCR da Gulf Stevedoring Contract Company, com sede na Arábia Saudita. Como parte de seu projeto "National Gateway", é um rival do projeto "Heartland Corridor" de Norfolk Southern. Norfolk Southern opera uma grande instalação intermodal em Columbus como parte de seu "Heartland Corridor", que a empresa recentemente  construído.
Em outubro de 2010, a Cleveland Ships anunciou uma oferta para assumir as operações de construção naval da Northrop Grumman, e mais tarde naquele mês, a Great Lakes Feeder Lines, sediada no Canadá, anunciou que o Porto de Cleveland era o alvo de sua sede de serviço internacional de contêineres nos EUA, o primeiro nos Grandes Lagos.

### Processamento de comida
A indústria de processamento de alimentos de Ohio produz US$ 23,5 mil milhões em remessas de alimentos anualmente e é a quinta posição nacionalmente. A indústria de alimentos congelados é a maior subindústria, ultrapassando até mesmo o estado da Califórnia em US$ 700 milhões em remessas de alimentos congelados, na qual Ohio envia US$ 2,4 mil milhões em remessas de alimentos congelados anualmente. Ohio também ocupa o primeiro lugar de todos os estados dos Estados Unidos em remessas de alimentos congelados e a indústria de alimentos congelados de Ohio é responsável por 20,7% do processamento de alimentos congelados dos Estados Unidos.
Várias das maiores fábricas operacionais de alimentos do mundo são operadas em Ohio: a maior fábrica de processamento de iogurte do mundo é operada pelo Groupe Danone, com sede na França, no condado de Auglaize, que anunciou uma expansão de $ 88 milhões de suas instalações em 2011; Campbell's opera a maior fábrica de processamento de sopa do mundo em Napoleon, a Heinz opera a maior fábrica de processamento de ketchup em Fremont e a General Mills opera a maior fábrica de processamento de pizza congelada do mundo em Wellston. A Nestlé mantém uma presença importante em Solon, empregando mais de 2.000 pessoas em uma variedade de capacidades corporativas, técnicas e de produção, apoiando a fabricação local de Hot Pockets, Lean Pockets, Stouffer's, Lean Cuisine, Buitoni, Nestlé Toll House, Abóbora Libby e Leite Cravo.
As principais empresas de processamento de alimentos em Ohio incluem Kroger ( Cincinnati ), T. Marzetti Company ( Columbus ), The JM Smucker Co. ( Orrville ), The Iams Company ( Cincinnati ), Shearer's Foods ( Massillon ), Sunny Delight Beverages ( Cincinnati ) e Givaudan ( Cincinnati ). The Boston Beer Company e Jim Beam Brands têm operações em Cincinnati. Mane SA, uma processadora de sabores e fragrâncias de US$ 1,2 bilhão com sede na França, mantém sua sede nos Estados Unidos e uma grande presença de fabricação em Milford. Wyandot Snacks, com sede em Marion, e Rudolph Foods of Lima, são os principais atores familiares no setor de lanches. Pierre's Ice Cream, sediada em Cleveland, recentemente passou por US$ 8 milhões, 35,000 sq ft (3,300 m2) expansão das instalações de suas operações.
Outros sub-setores de processamento de alimentos em que Ohio se destaca incluem alimentos para animais de estimação (8,4% dos alimentos para animais de estimação do país, ocupando o segundo lugar), ketchup e molhos (7,6% da produção nacional de ketchup e temperos, ocupando o segundo lugar), biscoitos e bolachas ( 9,9% da produção nacional, 4º lugar) e refrigerantes (6,2% da produção nacional, 4º lugar). O condado com o maior número de instalações de processamento de alimentos é o Condado de Hamilton, seguido pelo Condado de Franklin e o Condado de Stark.
Alpine Cheese em Winesburg é o único fabricante no hemisfério ocidental de queijo norueguês Jarlsberg. Em outubro de 2010, a Coca-Cola anunciou uma expansão de $ 120 milhões de suas instalações existentes em Columbus.

#### Restaurantes
Os principais restaurantes sediados em Ohio incluem Bob Evans Restaurants e White Castle ( Columbus ) e Wendy's ( Dublin ). Buffalo Wild Wings foi fundada em Columbus em 1982. O Marco's Pizza, de Toledo, tornou-se recentemente uma rede nacional. O primeiro Arby's estava localizado em Boardman. Charley's Grilled Subs está sediada em Columbus. O restaurante e padaria Perkins foi fundado em Cincinnati. TravelCenters of America, que é a segunda maior rede de paradas de caminhões do país, está sediada em Westlake. É também uma empresa Fortune 500.

#### Vinícolas e restaurantes finos
Em 2008, o estado era o lar de 124 vinícolas, contra 75 em 1999, produzindo 4.108 empregos. A indústria gerou US$ 458 milhões em receitas e US$ 124 milhões em salários. 2,2 milhões de visitantes visitaram as vinícolas de Ohio durante aquele ano, enquanto o estado ficou em 11º lugar nacionalmente em produção e em 9º em produção de uvas. Os notáveis incluem as vinícolas do Lago Erie, os vinhedos Debonne e a vinícola e restaurante Ferrante.
A Cameron Mitchell Restaurants está sediada em Columbus.

### Em formação
Thomas Edison, natural de Ohio, ajudou a contribuir para o mundo das comunicações modernas por meio de muitas de suas invenções, incluindo seu ticker da bolsa, Kinetoscope, fonógrafo e as suas contribuições para o telégrafo. Granville Woods, residente em Ohio, inventou o telégrafo, que vendeu para a American Bell Telephone Company.
Ohio está no 1º quintil na indústria da informação, em termos de estabelecimentos para a indústria da informação. Em 2002, Ohio atingiu 4.143 estabelecimentos, que são 3% dos estabelecimentos de informação dos Estados Unidos. Os estabelecimentos de informação incluem estabelecimentos de impressão e publicação, estabelecimentos de radiodifusão e estabelecimentos de telecomunicações. O Ohio Supercomputer Center é uma das maiores instalações de supercomputadores do país.
Em 2002, havia aproximadamente 106.754 trabalhadores em Ohio trabalhando na indústria da informação. A indústria total ocupa a 8ª posição entre todos os 50 estados em número de estabelecimentos e a 9ª em número de trabalhadores remunerados, que era de 106.754 em 2002.
Um setor nobre da indústria da informação de Ohio é o setor de radiodifusão. O setor de radiodifusão ocupa o 9º lugar entre todos os 50 estados em número de estabelecimentos, que é 1.954, 11º em número de trabalhadores remunerados, e 11º em sua contribuição para o produto estadual bruto de Ohio, que é de $ 6,6 bilhão.

#### Telecomunicações, dados e tecnologia da informação

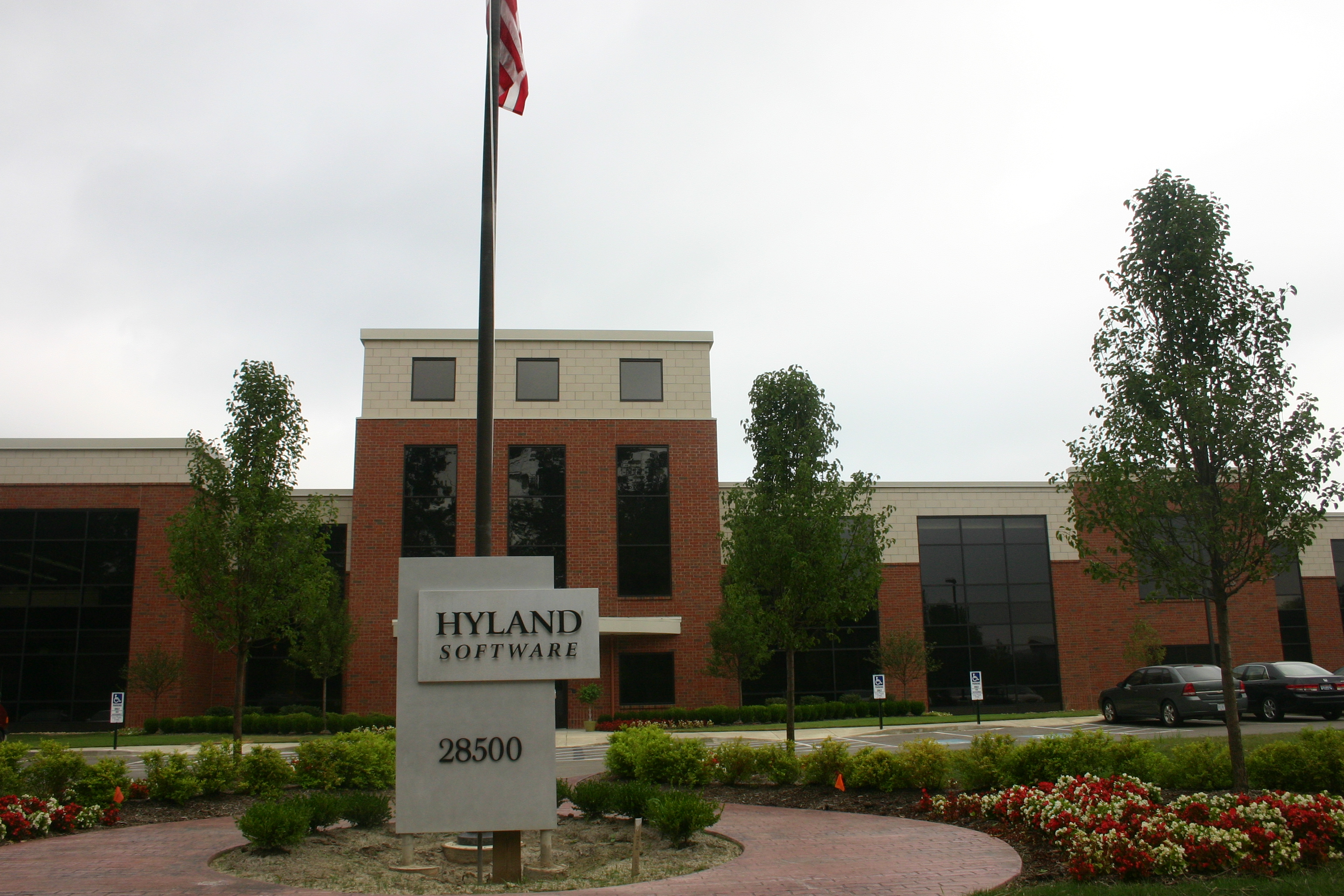
A Hyland Software, com sede em Westlake, é a desenvolvedora do software de gerenciamento de conteúdo corporativo OnBase.

No segundo semestre de 2010, as empresas de telecomunicações anunciaram US$ 540 milhões em investimentos e projetos no estado, que resultaram em mais de 20.000 novos empregos.
Os principais empregadores de telecomunicações com sede no estado incluem Cincinnati Bell, Ohio Bell, uma subsidiária da AT&T em Cleveland; Ohio Telecom em Port Clinton, RACO Industries em Blue Ash, First Communications em Akron e Horizon Telcom, Inc. em Chillicothe. As empresas com operações no estado incluem L-3 Communications, Time Warner, AT&T, Verizon, Sprint, SBA Networks, Collabera Inc., Cavalier Telephone, Waveland Communications, Embarq, Open Range Communications, Russell Cellular e Windstream Communications. Em 2010, a Frontier Communications anunciou US$ 150 milhões em investimentos no estado para atualizar sistemas e serviços de Internet de alta velocidade.
Embora ofuscado pelo Vale do Silício, Ohio desempenhou um papel importante no desenvolvimento do setor americano de tecnologia da informação durante a década de 1960. Dayton foi o local de nascimento do LexisNexis, o primeiro serviço de pesquisa jurídica assistida por computador de sucesso. O Ohio Computer Library Center foi transformado no Online Computer Library Center ao se expandir para servir bibliotecas em todo o mundo; hoje, ela atende pelo nome de OCLC e ainda tem sede em Dublin.
Atualmente, a Teradata, sediada em Miamisburg, é a maior empresa de armazenamento de dados e análise empresarial do mundo, e a OEConnection, sediada em Richfield, é a maior bolsa de peças automotivas online do mundo, ou OPSX. One Call Now, com sede em Troy, é o maior serviço de notificação de informações do país e parte da lista de empresas de crescimento mais rápido da INC Magazine por três anos consecutivos, enquanto OneCommand, com sede em Mason, é uma empresa de comunicações personalizadas integradas e automatizadas.
A Hyland Software está localizada em Cleveland e emprega mais de 1100 funcionários. O Tata Group, com sede na Índia, opera um centro de informações em Reno, enquanto uma subsidiária de consultoria de software Tata Consultancy Services localizada em Milford recentemente  ganhou o prêmio Workforce One Investment Board da Southwest Investing in People. A Computer Sciences Corporation, sediada na Virgínia, tem operações em Dayton, e a Zethus Software está localizada em Youngstown.
A Convergys Corporation, maior detentora de licenças SAP terceirizadas do mundo, está sediada em Cincinnati. A Glomark-Governan, sediada em Dublin, é ativa em sistemas de Criação de Valor Corporativo. A QC Software está sediada em Cincinnati e é uma fornecedora de sistemas de controle de armazém Tier 1. A Redemtech, sediada em Hilliard, uma divisão da Micro Center, está envolvida na gestão de mudanças tecnológicas. A Veeam Software está localizada em Dublin, e a TOA Technologies atua no gerenciamento da força de trabalho móvel baseada em computação em nuvem e no "subúrbio do silício" de Beachwood, em Ohio.
Em julho de 2010, a AT&T anunciou a construção de um data center de $ 120 milhões em Akron, sua nona instalação dedicada a tal para a costa leste dos Estados Unidos, que foi seguido pelo anúncio em agosto da construção de um $ 20 milhões Instalação de dados da Involta, também em Akron, que será construída para atender à certificação LEED.
Em outubro de 2010, a Nautilus Hyosung, fabricante de ATMs com sede na Coreia do Sul, começou a operar sua sede global de software em Miamisburg. Em dezembro de 2010, a Alcatel-Lucent com sede na França anunciou um projeto de US$ 20,2 milhões para mover as operações existentes em Columbus para um novo 60,000 sq ft (5,600 m2) instalação na cidade, seguida pela Zycus, empresa de software sediada em Nova Jersey, que anunciou em janeiro de 2011 que estava abrindo escritórios no estado.
Diebold, o terceiro maior fabricante mundial de ATMs, anunciou em 2011 que construiria uma nova sede de $ 100 milhões na área de Akron / Canton.

#### Publicação
Um dos principais setores da indústria é o setor editorial. Ocupa a 9ª posição entre todos os estados em número de estabelecimentos, que é 1.015, 10ª em número de empregados  e a 13ª em sua contribuição para o produto bruto estadual. McGraw-Hill opera uma divisão em Columbus, Brown Publishing Company distribui mais de 70 publicações em todo o estado. A American Legal Publishing Corporation, com sede em Cincinnati, codifica decretos para 1.800 cidades e condados, e a Knight-Ridder tem suas raízes em Akron, embora agora tenha sede na Califórnia.
A Block Communications, localizada em Toledo, é proprietária de jornais importantes, como o Pittsburgh Post-Gazette, bem como de várias estações de televisão e redes de Idaho a Illinois. The EW Scripps Company, com sede em Cincinnati, é uma importante empresa de mídia americana com jornais da Flórida, Texas e Califórnia, e possui estações de televisão localizadas em mercados de Baltimore a Phoenix.e também comprido

### Legal
Ohio é o lar de algumas grandes firmas de advocacia, incluindo Jones Day e Squire Patton Boggs, com sede em Cleveland. O estado também abriga algumas das maiores empresas dos Estados Unidos, incluindo Baker Hostetler em Cleveland, Taft Stettinius &amp; Hollister, Frost Brown Todd e Dinsmore &amp; Shohl em Cincinnati, e Vorys, Sater, Seymour e Pease em Columbus.

### Varejo

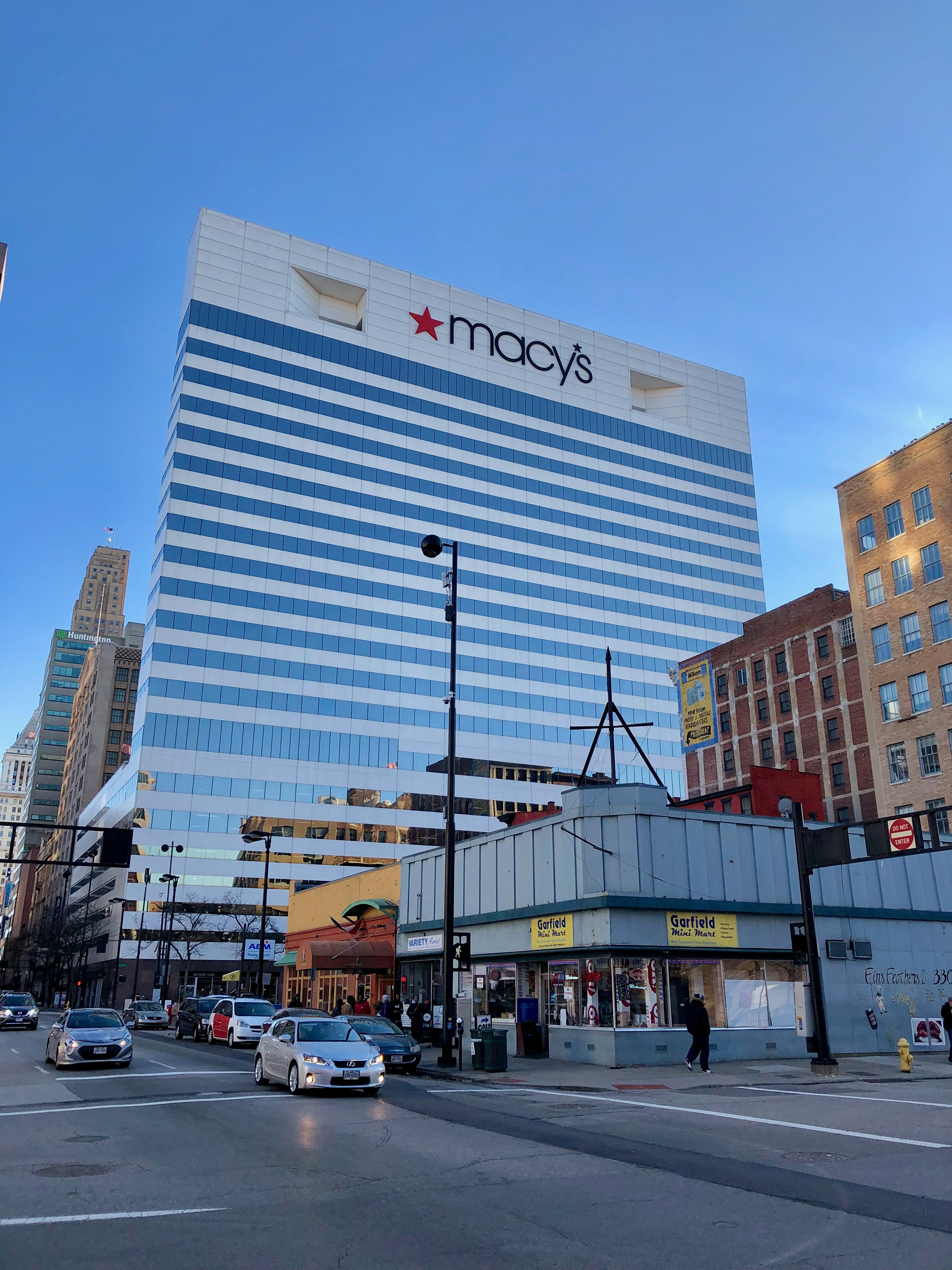
A Macy's mudou sua sede para Cincinnati após a fusão com a Federated Department Stores em 1994

Ohio é o lar de grandes varejistas, como Macy's, Luxottica, Abercrombie & Fitch Co., Limited Brands, Victoria's Secret, Pink (Victoria's Secret), Bath &amp; Body Works, Express, Big Lots, Inc., Value City, Tween Brands, Lane Bryant e DSW. Lululemon Athletica, Gap, Inc, Eddie Bauer e JCPenney também têm grandes centros de distribuição em Columbus.

### Turismo

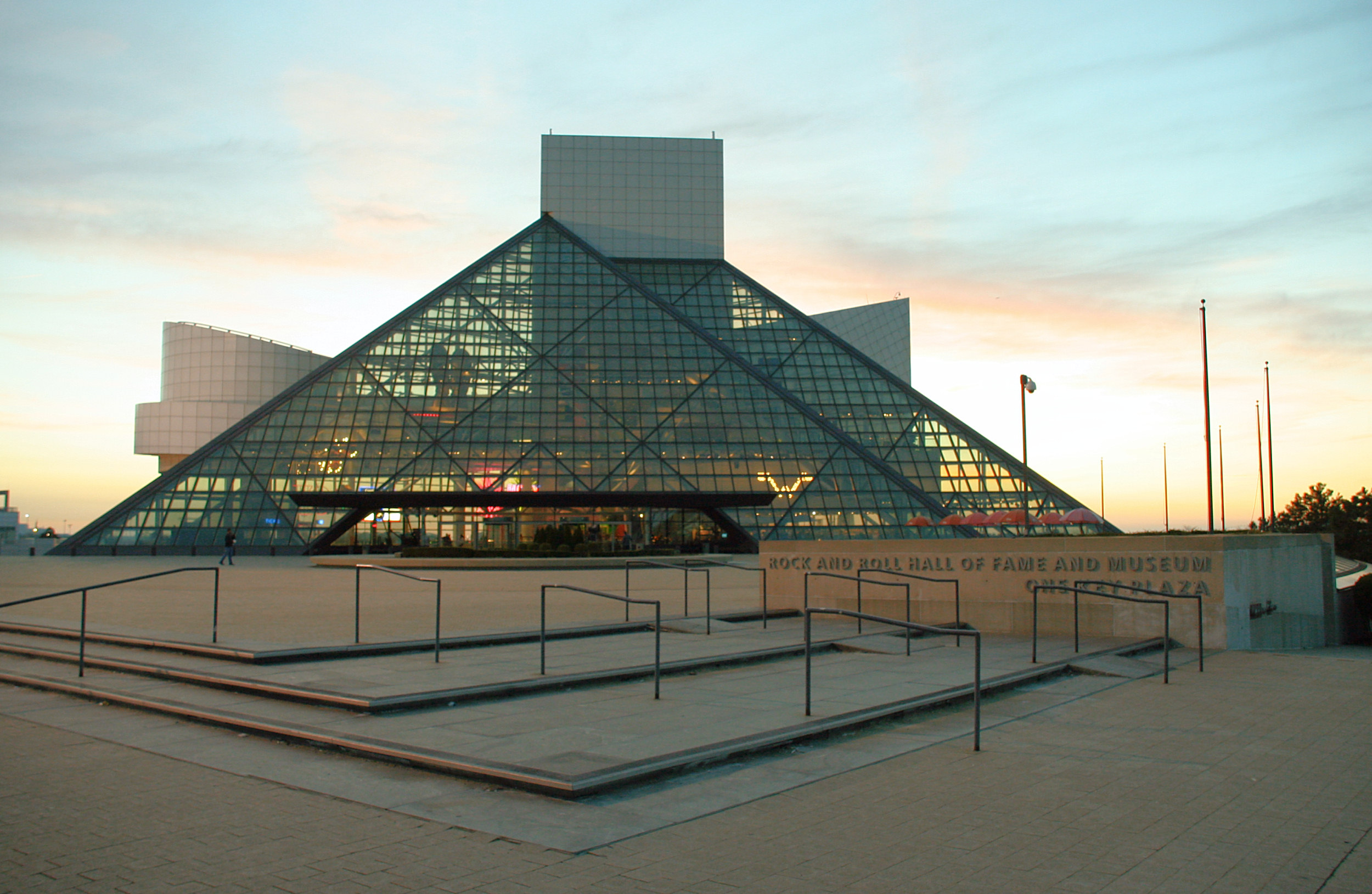
O Rock and Roll Hall of Fame é uma atração turística bem visitada em Cleveland. Esta é uma das muitas atrações turísticas que ajudam a formar a diversificada indústria de turismo de Ohio.

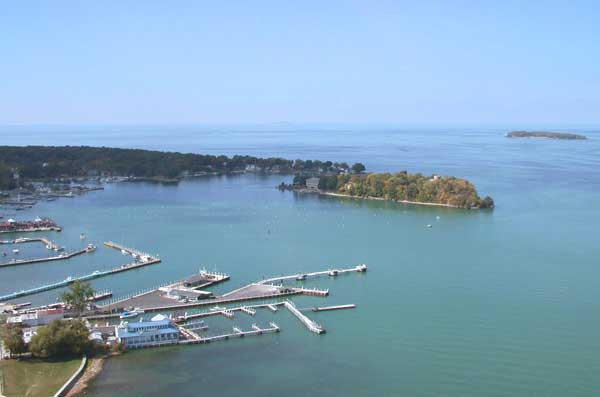
Put-in-bay, localizada nas Ilhas Bass, no Lago Erie, atrai turismo internacional.

Em 2009, os eleitores aprovaram uma iniciativa de votação permitindo a construção de quatro novos cassinos no estado. Trinta meses depois, o Horseshoe Casino Cleveland, desenvolvido pela Rock Gaming LLC e Caesars Entertainment Corporation, se tornou o primeiro cassino de Ohio, quando foi inaugurado em 14 de maio de 2012. Hollywood Toledo, desenvolvido e operado pela Penn National Gaming, estreou 2 semanas depois em 29 de maio, seguido por Hollywood Columbus, que estreou em 8 de outubro de 2012. Espera-se que o Horseshoe Cincinnati seja o quarto e último cassino de serviço completo do estado quando for inaugurado em 4 de março de 2013.
Ohio tem dois dos maiores parques de diversões da América do Norte: Cedar Point em Sandusky e Kings Island em Mason. Outras atrações importantes incluem o Rock and Roll Hall of Fame em Cleveland; o Hall da Fama do Futebol Profissional em Cantão ; as ilhas Bass perto de Sandusky; o Museu Nacional da Força Aérea dos Estados Unidos, o maior e mais antigo museu da aviação militar localizado em Dayton; The Wilds, um dos maiores centros de conservação do mundo localizado em Cumberland; o Zoológico e Aquário de Columbus ; Lago Erie; e o Arnold Sports Festival anual em Columbus. Outras atrações notáveis incluem o Museu de Arte de Toledo, o National McKinley Birthplace Memorial em Niles, a Egypt Valley Wildlife Area em Belmont County, o Stan Hywet Hall and Gardens em Akron, o Cincinnati Zoo and Botanical Garden, o Great Lakes Science Center em Cleveland, o Centro de Ciência e Indústria em Columbus, o Boonshoft Museum of Discovery em Dayton, as 125 históricas pontes cobertas localizadas em todo o estado e o Great Serpent Mound em Adams County.
Toledo abriga o Museu Nacional dos Grandes Lagos desde 2014. Ancorado no museu, na margem direita do rio Maumee, está o Col. James M. Schoonmaker, um 617 navio-museu de pés de comprimento que já foi o maior cargueiro dos Grandes Lagos.
Os locais de hospitalidade notáveis incluem o Ritz-Carlton e o InterContinental Suites em Cleveland, o The Great Southern Hotel do Westin e o Hyatt Regency em Columbus, e o The Cincinnatian Hotel em Cincinnat i.

### Filme
A indústria cinematográfica tem presença constante no estado há décadas. As produtoras incluem Hemlock Films, Tri-C, Access Video, Creative Technology, Second Story Productions e Shadetree Films na área de Cleveland; Media Magic Productions, que inclui um produtor vencedor do Emmy, e Classic Worldwide Productions na área de Toledo; BCB Productions, Mills James, uma das maiores produtoras independentes do país, I'AMedia, Arginate Studios, Media Source e Ascension 7 Films na área de Columbus; e Bright Light Productions, J. Cage Productions e Panoptic Media na área do sudoeste de Ohio. Os estúdios e palcos de som incluem RISE Studios e CSI Production Concepts em Cincinnati, Cleveland Audio Visual e Gaiam Inc. em West Chester.
Desde que o crédito fiscal de filmes de Ohio foi assinado em julho de 2009, doze projetos receberam aprovação com um orçamento combinado de $ 76,4 milhões até a primavera de 2011. A legislação torna os projetos elegíveis acima de $ 300.000 em custos de produção para receber até 25% de reembolso até $ 5 milhões e 35% para empregos locais. A legislação resultou em 9 filmes filmados ou planejados apenas no nordeste de Ohio em 2010, resultando em US$ 9,46 milhões em salários para 3.700 funcionários locais, com um impacto econômico de US$ 24,3 milhões para as empresas locais. Em 2010, os gastos com filmes no estado foram estimados em mais de US$ 31 milhões, rodando em locações que incluem Akron e Cincinnati. Em 2011, a Marvel Studios anunciou que iria filmar partes de " Os Vingadores " na área de Cleveland, a maior produção cinematográfica da história do estado.
Outros filmes que entraram em produção em 2011 incluem "Boot Tracks", estrelado por Stephen Dorff, "Confissão" estrelado por Danny Glover e Melissa Leo, "The Yank" estrelado por Fred Willard, e a adaptação cinematográfica de " I, Alex Cross ". O videogame Galaxy Command também está programado para produção. Essas produções contribuirão para um impacto econômico adicional de US$ 17,1 milhões no estado.
Os filmes vencedores do Oscar com produção ocorrendo em Ohio incluem Termos de Carinho, O Silêncio dos Inocentes, O Caçador de Veados, Rain Man e Traffic. Outros filmes notáveis incluem Força Aérea Um, Homens de Preto, Redenção de Shawshank, O Rainmaker, O Solista, Oito Homens Fora, Tango e Dinheiro, Liga Principal, Homem-Aranha 3, Uma História de Natal e Feliz Gilmore.

### Petróleo e gás natural
Ohio está nos estágios iniciais de desenvolvimento e exploração dos depósitos Utica-Point Pleasant em Ohio, com mais de 1.000 poços perfurados. O processo de fraturamento hidráulico permite que as empresas de energia explorem os depósitos de xisto para extrair petróleo, gás natural, líquidos de gás natural e condensado.
Ohio possui quatro grandes refinarias de petróleo, duas localizadas em Oregon e uma em Lima e Canton. Em 2018 essas instalações representavam quase 600.000 barris por dia de capacidade de refino.

## Renda pessoal
Ohio tinha uma renda pessoal total estimada em US$ 575 mil milhões em 2018. A renda familiar média dos 5% mais ricos do estado é de US$ 296.000.
De acordo com o Bureau of Labor Statistics em 2018, o salário médio para Ohioans era $ 48.220. Os profissionais mais bem pagos do estado concentram-se na área médica. Anestesiologistas, com salário médio médio de $ 285.000, foram os mais bem pagos, seguidos por cirurgiões em $ 267.680, obstetras e ginecologistas em $ 255.560, ortodontistas em $ 228.420, internistas gerais em $ 219.910 e todos os outros médicos em $ 212.160. O salário médio médio para outros profissionais selecionados inclui diretores executivos em $ 201.100, cientistas de computação e pesquisa de informação em $ 135.510, gerentes financeiros em $ 135.610, professores de especialidades de saúde pós-secundária em $ 130.280, gerentes de recursos humanos em $ 123.680, gerentes de produção industrial em $ 109.190, enfermeiros em $ 101.970 e policiais em $ 61.040.
Os residentes do estado de Ohio em 2017 tiveram uma renda pessoal per capita geral de $ 45.615, acima dos $ 36.360 em 2010. A renda per capita de Ohio é 29º nos EUA e 91% da média nacional.

## Habitação
De acordo com o United States Census Bureau, há uma estimativa de 5.045.356 casas em Ohio, das quais 4.499.506, ou cerca de 89,2% estão ocupadas; isto é 0,8% acima da taxa média nacional de ocupação. Estima-se que as casas com hipoteca custem aos proprietários cerca de US$ 1.216 por mês, que é US$ 186 abaixo da média nacional. O United States Census Bureau também estima que 3.150.239 casas são ocupadas pelos proprietários, ou cerca de 70%, o que é 2,7% acima da média nacional, e que cerca de 1.349.267 casas são ocupadas por locatários. O valor médio da casa é $ 135.200, que é um valor significativo de $ 50.000 abaixo da média nacional. Além disso, existem cerca de 545.850 casas desocupadas. O maior número de casas em Ohio foi construído de 1940 a 1959 (1.175.325 casas), e 3.058.721 casas são de alguma forma dependentes de gás.
No final de 2009, o valor médio de uma casa em Cleveland era $ 139.900, Cincinnati $ 149.900 e Columbus $ 164.900. O Índice de Dados Residenciais da Clear Capital em julho de 2009 mostrou que Cleveland, Columbus e Cincinnati lideraram o país em aumentos de valor de residências, 19,6, 15,6 e 12,9%. Os cinco principais condados até novembro de 2006 para preço médio de listagem foram Geauga County em $ 388.822, Ottawa County em $ 314.786, Union County em $ 306.872, Warren County em $ 267.236 e Hamilton County em $ 237.965.
Alguns historiadores sugerem que Ohio é o berço da habitação pública, tendo apresentado o primeiro pedido para tal à Administração de Obras Públicas em 1933. O estado também foi o primeiro a estabelecer uma autoridade local de habitação pública. Ernest J. Bohn, um imigrante romeno em Cleveland, é considerado o pioneiro na habitação pública.

## Tributação
Um novo relatório da Quantitative Economics and Statistics Practices (QUEST) da Ernst & Young em conjunto com o Conselho de Tributação Estadual (COST), classifica Ohio como o terceiro no país em ambiente fiscal mais amigável. O estudo, "Competitividade dos impostos estaduais e locais das empresas sobre novos investimentos", fornece uma comparação estado a estado das obrigações fiscais. Os cinco principais estados classificados com a menor taxa de imposto efetiva sobre novos investimentos são: (1) Maine (3,0%); (2) Oregon (3,8%); (3) Ohio (4,4%); (4) Wisconsin (4,5%); e (5) Illinois (4,6%).
De acordo com o Small Business & Entrepreneurship Council, em 2014 a principal taxa de imposto de renda pessoal de Ohio classificou-se em 25º. A taxa tem diminuído constantemente desde a reforma tributária de 2005, caindo de $ 11.506,20 + 7,5% de excesso sobre $ 200.000 em 2004 para $ 8.671,63 + 5,421% de excesso sobre $ 208.500 em 2013. Ohio substituiu seu imposto de renda corporativo por um imposto sobre receita bruta, denominado Imposto sobre Atividades Comerciais (CAT). As empresas com receitas brutas tributáveis anuais superiores a $ 150.000 estão sujeitas a um CAT mínimo anual de $ 150. As empresas com receitas brutas tributáveis anuais superiores a US$ 1 milhão estão sujeitas ao CAT mínimo anual de US$ 150, mais aplicam uma taxa CAT efetiva de 0,26% sobre receitas acima de US$ 1 milhão trimestralmente (com exclusão trimestral de US$ 250.000). Ohio é o número 24 em impostos de propriedade médios, com 3,016% da renda pessoal, mas os impostos variam de acordo com a cidade e o distrito. O estado é o 19º em percentagem média geral da receita usada para vendas, impostos de consumo e impostos brutos de receita de 2,927%.
Abaixo estão as taxas de imposto de renda pessoal simples para Ohio:
| Faixa salarial      | Taxa de imposto por dólar ganho                |
| ------------------- | ---------------------------------------------- |
| $ 0– $ 5.000        | 0,537%                                         |
| $ 5001– $ 10.000    | $ 27,92 + 1,074% de excesso sobre $ 5.200      |
| $ 1.0001- $ 15.000  | $ 83,77 + 2,148% de excesso sobre $ 10.400     |
| $ 15001- $ 20000    | $ 196,54 + 2,686% de excesso sobre $ 15.650    |
| $ 2.0001- $ 40000   | $ 337,56 + 3,222% de excesso sobre $ 20.900    |
| $ 40001- $ 80000    | $ 1.007,74 + 3,760% de excesso sobre $ 41.700  |
| $ 8.0001- $ 100.000 | $ 2.573,78 + 4,296% de excesso sobre $ 83.350  |
| $ 100001- $ 200000  | $ 3.471,64 + 4,988% de excesso sobre $ 104.250 |
| $ 200001 ou mais    | $ 8.671,63 + 5,421% de excesso sobre $ 208.500 |